# Suits
Suits è una serie televisiva statunitense di genere legal drama creata da Aaron Korsh, trasmessa in prima visione assoluta negli Stati Uniti dalla rete via cavo USA Network dal 23 giugno 2011 al 25 settembre 2019 per nove stagioni. 
In Italia lo show ha esordito il 10 marzo 2012, trasmesso in prima visione Pay TV da Joi e successivamente in chiaro dai canali Mediaset.

## Trama
Harvey Specter è uno dei più importanti avvocati di New York, cinico e spietato, con una passione per gli abiti sartoriali e la vita mondana. È appena diventato socio Senior dello studio legale presso cui lavora, Pearson Hardman, ruolo che lo obbliga, suo malgrado, ad assumere un giovane associato: Harvey odia dover lavorare in coppia, e odia ancor di più i neolaureati appena usciti da Harvard (la Pearson Hardman accetta esclusivamente coloro che si sono laureati ad Harvard). Mike Ross è invece un giovane ragazzo estremamente intelligente, dotato di una prodigiosa memoria eidetica, che non si è mai laureato in legge, anche se ha sfruttato le sue capacità per sostenere esami al posto di altri studenti illegalmente. Un incontro fortuito tra i due, con Mike che ha modo di mostrare tutta la sua competenza e inventiva in materia di legge, convince Harvey ad assumerlo nel suo studio, nascondendo a tutti il fatto che il giovane, in realtà, pur avendo superato l'esame di ammissione all'Albo (negli USA non esiste il valore legale del titolo di studio) non era in possesso dei requisiti minimi previsti dallo stato di New York per essere ammesso all'esame (28 crediti presso una Law School e 4 anni di lavoro presso uno studio legale); da parte sua, Mike coglie al volo questa seconda occasione capitatagli inaspettatamente tra le mani, incominciando a districarsi in un ambiente altamente competitivo e cercando di dimostrare di essere all'altezza, per questo posto di lavoro.

### Prima stagione
Harvey è uno dei migliori avvocati di New York, non sopporta i neolaureati di Harvard ma lo studio dove lavora, Pearson Hardman, lo costringe a doverne assumere uno come assistente. Incontra per caso Mike Ross, dotato di memoria eidetica ma non laureato, e decide di assumerlo, nascondendo a tutti la verità su di lui. Solo la sua segretaria, Donna, ne viene a conoscenza. Mike comincia ad affrontare vari casi e impara a essere la perfetta spalla per Harvey. Intanto conosce gli altri personaggi: Louis, geloso rivale di Harvey, che lo tratta con sospetto, Rachel, affascinante paralegale con la quale avrà vari flirt e Jessica Pearson, a capo dello studio. Nel finale Mike viene tradito dal suo amico Trevor che rivela a Jessica la verità.

### Seconda stagione
Daniel Hardman, ex titolare dello studio insieme con Jessica, ritorna dopo la scomparsa della moglie, e comincia una subdola lotta per il potere. Harvey usa questo espediente per impedire a Jessica di licenziare Mike, minacciando di andarsene, e la donna è costretta a tenerlo.
Cinque anni prima, Daniel era stato estromesso come co-amministratore dello studio legale in quanto Harvey e Jessica lo avevano sorpreso a rubare i soldi dei soci dello studio, ora la guerra legale per il controllo dello studio diventa palese, e le divisioni interne costringono Jessica a una fusione con un altro studio inglese, diventando Pearson Darby.
Mike e Rachel incominciano a frequentarsi e a piacersi sempre di più, ma Mike viene obbligato a tacere sul suo passato, e il mantenere il segreto spezza il rapporto tra i due. Solo alla fine, dopo la morte della nonna, dopo aver tradito Harvey, rischiato di perdere il lavoro e tutta la vita che si stava costruendo, capisce che non può perdere anche lei, e le confessa la verità.

### Terza stagione
Ava Hessington, una ricca CEO di un'azienda petrolifera nonché amica di Edward Darby è accusata di corruzione e di danneggiamento all'ambiente. Harvey prende il caso in mano quando lei viene accusata anche di omicidio. Inizialmente tutti la credono colpevole, ma poi si scoprirà che fu per mano di Stephen Huntley, il braccio destro di Darby, che furono commessi i delitti. Stephen aveva cominciato una relazione con Donna, e il fatto che lavorino per lo stesso studio complica tutte le testimonianze, ma alla fine riescono a incastrarlo e a estromettere Edward, rendendo lo studio Pearson Specter.
Harvey viene indagato per le procedure poco legittime che avevano adottato nel caso di Ava, Mike viene preso di mira e arrestato per corruzioni di testimoni. Louis, con una strategia di Harvey, riesce a salvarlo, ma il turbamento dovuto all'interrogatorio e a cosa stava rischiando se fosse emersa la verità su di lui, spingono Mike a lasciare lo studio e accetta una proposta di lavoro da parte di Sidwell.

### Quarta stagione
Sono passati tre mesi, Mike è diventato un investitore bancario presso la Sidwell Investment Group, convive con Rachel e lei è diventata l'associata di Harvey. 
Harvey e Mike diventano avversari nel caso dell'acquisizione delle Industrie Gillis, Mike vuole aiutare l'amministratore, Walter Gillis, a salvare la sua ditta, comprando le quote senza smantellare la compagnia, ma Harvey assiste Logan Sanders e il suo piano di acquisizione ostile. Rachel in passato aveva avuto una relazione con Logan, nonostante fosse sposato, e lui è ancora attratto da lei, il che crea continue tensioni nel gruppo.
Mike per concludere la battaglia legale ricorre a Charles Forstman, un miliardario con cui in passato Harvey aveva avuto diversi problemi, e per la Person Specter si prospetta una sconfitta, ma Louis interviene, stringendo un accordo con Forstman, e finalmente riesce ad avere l'approvazione che tanto bramava sia di Harvey sia di Jessica, la quale lo premia con una richiesta a sua scelta. Louis chiede di diventare socio titolare (Pearson Specter Litt) ma gli viene negato. L'accordo stipulato però non è legale: Forstman gli chiede in cambio di nascondere diversi miliardi alle isole Cayman, senza denunciarli, e Louis tiene ben nascosta la cosa, solo Katrina ne viene a conoscenza ma gli resta fedele.
Mike viene licenziato, lascia Rachel per via di Logan, dopo che lei ha ammesso che tra di loro c'è stato un bacio, e rimane solo. Sta per accettare la proposta di Forstman di lavorare per lui, quando incontra Louis, che lo ferma in tempo, convincendolo a tornare alla Pearson Specter, chiedendo a Jessica questo come il regalo a sua scelta.
Nonostante la rabbia nei confronti di Rachel, Mike decide di perdonarla ugualmente, tornando con lei.
L'accordo illecito emerge e Louis viene licenziato. Non riesce a trovare un altro studio e fallisce anche una riconciliazione con Sheila, Mike cerca di consolarlo e parlano a casa sua, ma si tradisce e Louis ha la certezza che non è mai stato a Harvard, come aveva già sospettato nella precedente stagione. Così torna alla Pearson Specter, infuriato con tutti per avergli mentito e non cercando più la loro approvazione, né la loro amicizia, li ricatta e ottiene di diventare socio titolare.
Solo dopo vari episodi si riconcilia con tutti, Mike per ultimo, anche se il rapporto con Harvey resta incrinato.
In un particolare caso Donna commette un reato per cui rischia una pesante pena detentiva e riceve il supporto morale di cui ha bisogno da Louis ma non da Harvey, che però riesce a salvarla. La sera festeggiano insieme e Harvey dice di amarla, ma poi ritratta. Sean Cahill, un membro del SEC, chiede a Harvey di aiutarlo a incastrare Forstman, con la minaccia di approfondire le indagini su Louis e il denaro di Forstman che lui ha fatto sparire, poi Harvey riesce a far arrestare il miliardario, facendogli confessare le manovre illegali che lui adottò per far fallire la società di un suo rivale dodici anni prima. Mike chiede a Rachel di sposarlo, e lei gli risponde di sì. La segretaria di Louis, Norma, muore nell'ultimo episodio e Donna decide di prenderne il posto, abbandonando Harvey.

### Quinta stagione
Dopo l'abbandono di Donna, Harvey inizia a soffrire di attacchi di panico e frequenta sedute terapeutiche con la dottoressa Paula Agard, per cercare di risolvere problemi emotivi legati al suo passato. Donna lavora ora per Louis, il quale è sempre timoroso che prima o poi Donna lo abbandonerà per tornare da Harvey. Le cose tra i due peggiorano quando Harvey va a letto con la sorella di Louis, Esther Litt, tanto da arrivare alle mani e incrinare ancora di più il loro rapporto. La faida però è iniziata anche a causa di Jack Soloff, socio senior a capo del Consiglio Retribuzioni dello studio, che ha creato problemi ad Harvey volendo cambiare la formula degli stipendi. Come se non bastasse, Jack si è inimicato anche Jessica nominando Mike socio junior e complottando con Daniel Hardman in segreto. Hardman infatti vuole vendicarsi di Harvey e Jessica, e cerca di tornare allo studio ricattando Soloff. Mike lavora a un caso in comune con Robert Zane, per conquistarsi l'approvazione del suo futuro suocero. I preparativi del suo matrimonio con Rachel, però, non vanno come sperato, perché devono affrontare il fatto che un matrimonio in grande stile attirerebbe troppo l'attenzione su Mike. Jack Soloff indice una votazione per rimuovere Jessica come socio dirigente, vittoria che Jessica ottiene grazie alle dimissioni di Harvey dallo studio. Subito dopo anche Mike si dimette per vivere la sua vita con Rachel, ma il ragazzo viene arrestato per frode.

### Sesta stagione
Mike è in prigione e viene preso di mira da un detenuto, Frank Gallo, che si vuole vendicare di Harvey prendendosela con Ross. Dopo che lo scandalo di Mike diventa di dominio pubblico, lo studio viene abbandonato da tutti, associati e soci: rimangono solo Rachel, Donna, Gretchen, Louis, Harvey e Jessica. Per cercare di uscire da questa crisi, subaffittano lo studio ad un'agenzia di trading. Nel frattempo devono respingere una class-action, mossa contro ogni caso toccato da Mike, per 100 milioni di dollari. Dopo una lunga indagine riguardante il nuovo compagno di cella di Mike, Kevin Miller, andato in prigione per colpa del suocero William Sutter, in quanto erano entrambi coinvolti in un caso di insider trading, dove anche la moglie di Kevin venne indirettamente coinvolta, Mike viene scarcerato. Jessica decide (grazie al progetto "Innocenti" affidato a Rachel, dopo aver risolto il caso di un uomo rimasto in prigione per dodici anni per un omicidio mai commesso) di lasciare lo studio legale proprio assieme a Rachel, in quanto è diventata quello che il padre le aveva sempre predetto, ossia una persona assetata di potere e denaro, e di seguire Jeff Malone a Chicago. 
La decisione di Jessica di lasciare lo studio sconvolge tutti, e più di tutti Harvey, che se la prende come sempre con Louis, esagerando. Donna convince Harvey a perdonare la madre, che gli ha causato il trauma dell'abbandono. Mike, uscito di galera, rifiuta l'offerta di Harvey di lavorare per lui come consulente. Essendo un pregiudicato, non riesce a trovare lavoro, così il parroco della sua chiesa del quartiere d'infanzia gli propone un lavoro come insegnante. Tuttavia questo lavoro non dura a lungo, perché i genitori degli studenti non vogliono che il professore dei loro figli sia un ex galeotto. Dopo aver perso le speranze, Mike riesce ad essere assunto da una clinica legale che sfrutta la sua capacità al fine di aiutare le persone più bisognose. Il non poter esercitare in prima persona la professione porta Mike ad accettare l'aiuto di Harvey per poter diventare un vero avvocato, ma niente è gratis.
La stagione si conclude con Mike che è diventato avvocato, e che ora può esercitare a tutti gli effetti. Compromessi sono stati fatti, alcuni sono stati rifiutati; personaggi come lo psicologo della prigione si sono battuti davanti alla commissione, ma a salvare la situazione è stata Jessica.

### Settima stagione
Dopo essere ritornato allo studio con il titolo di vero e proprio avvocato, Mike decide di dedicarsi a più casi pro bono, in particolare quello di un uomo morto in prigione. Intanto, con l'abbandono dello studio da parte di Jessica, Harvey e Louis sono costretti a decidere chi sarà il futuro socio dirigente, ed entrambi concordano per Harvey. Però Harvey, nonostante sia socio dirigente, non riesce a far valere le sue decisioni, le quali vengono costantemente messe in dubbio dagli altri, e questo genera non poche tensioni con Louis. Donna invece, consapevole di aver dato tanto allo studio ma di non aver mai ricevuto niente in cambio, chiede ad Harvey di nominarla socio a tutti gli effetti, e lui accetta. La causa che sta seguendo Mike si rivela pericolosa per lo studio, perché genera un conflitto di interessi con un altro caso. Harvey impone a Mike di lasciar perdere il caso, cosa che questi non fa, continuando a lavorarci sopra e tenendolo nascosto sia ad Harvey che a Rachel, tanto che questo genera un litigio fra i due. 
Intanto Harvey comincia una relazione con Paula, la sua ex terapista. Le cose diventano serie tra loro, ma quando Paula impone ad Harvey di licenziare Donna poiché scopre del loro passato, lui rifiuta, scegliendo Donna al suo posto e ponendo fine alla relazione. Donna, sotto consiglio di Mike secondo il quale deve mostrare i suoi sentimenti ad Harvey prima che sia troppo tardi, d'impulso bacia quest'ultimo mentre è ancora impegnato con Paula. Lui si arrabbia e decidono di non parlarne più. Harvey si rende conto che nominare Donna socia è stato un errore poiché questa non è nemmeno un avvocato, e i due concordano per farla nominare direttore operativo, carica per la quale non serve essere avvocati. Quando lo studio è sotto attacco, Jessica chiede ad Harvey di aiutarla a Chicago, lasciando i suoi soci a risolvere la questione al posto suo. Le cose si risolvono, e Mike e Rachel decidono finalmente di sposarsi. Quando Mike si rende conto che il lavoro allo studio non è fatto per lui perché vorrebbe aiutare più persone, lui e Rachel decidono di trasferirsi a Seattle e aprire uno studio legale tutto loro. (Questa decisione è data dal fatto che Meghan Markle, l'attrice che interpreta Rachel, si ritirerà dalla carriera da attrice in seguito al matrimonio con il principe Harry, duca di Sussex).

### Ottava stagione
Dopo il duro colpo che ha subito lo studio, questo è costretto a fondersi con Zane per riacquistare la sua forza, diventando Zane Specter Litt. Harvey e Robert Zane si misurano su chi dovrebbe dirigere lo studio, e Harvey fa un passo indietro facendo vincere Zane. Donna e Harvey sono stupiti dal modo in cui Samantha Wheeler, socia subentrata dalla fusione con Zane, opera e cercano di rimetterla in riga. Intanto Louis è tornato con Sheila, e i due cercano di avere un bambino. Sheila vorrebbe che Louis si facesse valere diventando socio dirigente, ma lui non vuole, accettando anche il fatto che alla fine, se uno dei due dovesse mettere la carriera da parte per il bambino, quello sarà lui. Harvey cerca di prendere in mano un caso pro bono che metterebbe lo studio nei guai, ma si ferma quando Donna gli fa capire che lo sta facendo solo perché sente la mancanza di Mike, trasferitosi a Seattle nella stagione precedente. 
Robert e Harvey si rendono conto di aver fatto sia a Samantha che ad Alex la stessa promessa: diventare soci dirigenti. Inizialmente capiscono di non poterli premiare entrambi perché il nome sulla parete perderebbe il suo valore, ma dopo una guerra in tribunale nella quale Alex vince, decidono comunque di metterli entrambi, e lo studio diventa Zane Specter Litt Wheeler Williams. Prima del cambio di denominazione dello studio inoltre, a causa degli scontri tra Alex e Samantha e quindi tra Harvey e Robert, Donna per il bene dello studio propone a Louis di diventare managing partner. Sebbene riluttante all'inizio, a causa della gravidanza di Sheila, Louis accetta e dopo la votazione che coinvolge anche gli altri partner, Louis diventa managing partner. Donna comincia a frequentare Thomas, cliente dello studio, ma dopo dei disguidi durante un accordo che lo riguarda, Donna riferisce a Thomas dei dettagli che non dovrebbe sapere, cosa che fa rattristire Harvey perché Donna per la prima volta ha perso fiducia in lui.
Tutto questo espone Harvey e lo studio, in quanto Hardman torna assetato di vendetta facendo causa allo studio e mettendo Harvey in una posizione sgradevole, accusandolo di aver infranto il segreto professionale. Anche se i veri colpevoli erano Harvey per aver parlato con Alex della questione di Thomas, e Donna per aver rivelato tutto al suo nuovo compagno, Zane si prende la colpa, venendo quindi radiato dall'Ordine e ritirandosi dalla carriera da avvocato per una questione passata. Zane infatti otto anni prima aveva aiutato Samantha dopo che quest'ultima era stata aggredita da un ladro; il ladro fu incarcerato anche grazie a dei sotterfugi di Zane, ma poco dopo morì in carcere, per cui Robert aveva vissuto tutto quel tempo con i sensi di colpa. Nel momento in cui Samantha si confida con Harvey perché ha appena perso il suo mentore, lui dalle sue parole si rende conto che non ha vicino l'unica persona che vorrebbe accanto in ogni momento: Donna. Subito Harvey si catapulta a casa sua e la bacia. I due finalmente capiscono che sono destinati a stare insieme.

### Nona stagione
Dopo la notte passata insieme, Harvey e Donna si trovano ad affrontare la questione di Robert Zane con Louis, Samantha e Alex. In poco tempo infatti lo studio comincia a perdere clienti, in quanto gli altri soci rifiutano di rimuovere il nome di Zane; in realtà però si scopre che Eric Kaldor, ex partner di Robert, aveva iniziato qualche giorno prima a divulgare la notizia delle imminenti dimissioni di Zane dallo studio, al fine di acquisirne i clienti. Alla fine per evitare di rimuovere il nome, Harvey accetta l'accordo di Kaldor, che prevedeva la cessione di dieci dei suoi clienti. Lo sforzo di Harvey viene però reso vano nel momento in cui allo studio arriva Faye Richardson, inviata dall'Ordine per far rispettare i principi etici ai dipendenti dello studio. Faye fin da subito dà filo da torcere a tutti, fino ad arrivare a rimuovere Louis dalla carica di managing partner. 
Faye dunque diventa managing partner e le sue richieste cominciano a minare la stabilità dello studio; arriva a chiedere a Donna di rinunciare al suo diritto di voto, acquisito diventando COO, a causa della sua relazione con Harvey, e chiede a Katrina di scrivere un nuovo codice di condotta da rispettare nello studio. In questo documento però Katrina inserisce come clausola che, indipendentemente dalle sue relazioni, Donna non debba perdere il diritto di voto. Nel frattempo ritorna da Seattle Mike, per un "incontro-scontro" con il suo mentore Harvey. Senza ricorrere a sotterfugi, Mike riesce a vincere il caso. Samantha però non ci sta e fabbrica una prova che di fatto fa vincere lo studio: Mike quindi litiga con Harvey, che non ne sapeva nulla, e quest'ultimo litiga con Samantha, ma durante il loro litigio Faye riesce a capire che uno dei due ha fabbricato una prova e dopo aver scoperto che il colpevole è Samantha, la licenzia. 
Per cercare di far riassumere Samantha e cacciare Faye, Harvey e Louis si recano dall'ex marito di Faye, con l'intento di scoprire qualcosa che possa farla allontanare dallo studio. I due ci riescono, ma, dato che Faye in passato aveva oltrepassato i limiti solo per il bene di sua figlia, Louis e Donna convincono Harvey a lasciar perdere. Anche Samantha ed Alex nel frattempo cercano qualcosa su Faye ma senza riuscirci; Samantha quindi decide di approfittare della situazione per andare a trovare il padre biologico e Harvey la accompagna in quello che diventa un viaggio introspettivo per entrambi. Una volta tornati, Harvey scopre che Andrew Malik lo accusa di aver scambiato William Sutter per Mike Ross e tenta di incolparlo e farlo radiare. Si scopre però in realtà che Malik, pur di far radiare Harvey, era sceso a patti con Charles Fortsman e aveva fabbricato delle prove. Dopo aver risolto la questione facendo arrestare Malik, Harvey riceve da Donna la notizia che sua madre è morta d’infarto. 
Dopo il funerale, l'obiettivo principale di Harvey e dei colleghi è far sì che Faye lasci lo studio. Per farlo, Harvey e Donna chiedono aiuto a Mike e Samantha: quest'ultima fa causa a Faye e presenta Mike come suo avvocato, ma Faye chiede a questo punto ad Harvey e Louis di rappresentarla e di vincere la causa legalmente e senza mettersi d'accordo con la controparte. Di fatto quindi il tutto si trasforma in una lotta interna; dopo un'iniziale fase in cui Mike e Samantha sono in netto svantaggio, Katrina passa loro alcune informazioni cruciali, ma Faye capisce che qualcuno nello studio ha parlato con loro. Katrina confessa quanto fatto e viene immediatamente licenziata. Alla fine grazie alla loro astuzia, Mike e Harvey con l'aiuto principalmente di Katrina ma anche di Donna, Louis, Alex, Samantha e Gretchen, riescono a farle firmare un accordo che la solleva immediatamente dal suo incarico, ma c'è ancora una condizione: Harvey deve lasciare lo studio. Tornato il sereno, Louis e Sheila si sposano e al momento del sì a Sheila si rompono le acque: in ospedale nasce la loro bimba, Lucy; alla festa, senza gli sposi, Harvey e Donna decidono di sposarsi. In ospedale, confessano a Louis che lasceranno lo studio per andare a lavorare a Seattle con Mike e Rachel. Samantha e Katrina ritornano allo studio che assume la denominazione finale Litt Wheeler Williams Bennett. Harvey per l'ultima volta passa la sera nel suo ufficio, per poi lasciarlo definitivamente.

## Episodi
L'11 agosto 2011 la serie è stata rinnovata per una seconda stagione da 16 episodi, cui è seguito il 12 ottobre 2012 un nuovo rinnovo per una terza stagione, sempre da 16 episodi. Il 24 ottobre 2013 la serie è stata ulteriormente rinnovata per una quarta stagione. L'11 agosto 2014 la serie è stata rinnovata per una quinta stagione, il 2 luglio 2015 per una sesta, il 3 agosto 2016 per una settima e il 30 gennaio 2018 per un'ottava. Meghan Markle e Patrick J. Adams lasciano il cast principale, sostituiti da Dulé Hill, ricorrente nella settima, e Katherine Heigl. Il 23 gennaio 2019, la serie viene rinnovata per la nona e ultima stagione, di 10 episodi, in onda nell'estate 2019.
| Stagione         | Episodi | Prima TV USA | Prima TV italiano |
| ---------------- | ------- | ------------ | ----------------- |
| Prima stagione   | 12      | 2011         | 2012              |
| Seconda stagione | 16      | 2012-2013    | 2012-2013         |
| Terza stagione   | 16      | 2013-2014    | 2014              |
| Quarta stagione  | 16      | 2014-2015    | 2015              |
| Quinta stagione  | 16      | 2015-2016    | 2016              |
| Sesta stagione   | 16      | 2016-2017    | 2017              |
| Settima stagione | 16      | 2017-2018    | 2018              |
| Ottava stagione  | 16      | 2018-2019    | 2019              |
| Nona stagione    | 10      | 2019         | 2020              |

## Personaggi e interpreti
| Attori                | Personaggi            | Suits - Serie TV       | Suits - Serie TV       | Suits - Serie TV       | Suits - Serie TV       | Suits - Serie TV       | Suits - Serie TV       | Suits - Serie TV       | Suits - Serie TV       | Suits - Serie TV       |
| Attori                | Personaggi            | Stagione 1             | Stagione 2             | Stagione 3             | Stagione 4             | Stagione 5             | Stagione 6             | Stagione 7             | Stagione 8             | Stagione 9             |
| Personaggi Principali | Personaggi Principali | Personaggi Principali  | Personaggi Principali  | Personaggi Principali  | Personaggi Principali  | Personaggi Principali  | Personaggi Principali  | Personaggi Principali  | Personaggi Principali  | Personaggi Principali  |
| --------------------- | --------------------- | ---------------------- | ---------------------- | ---------------------- | ---------------------- | ---------------------- | ---------------------- | ---------------------- | ---------------------- | ---------------------- |
| Gabriel Macht         | Harvey Specter        | Personaggio Principale | Personaggio Principale | Personaggio Principale | Personaggio Principale | Personaggio Principale | Personaggio Principale | Personaggio Principale | Personaggio Principale | Personaggio Principale |
| Patrick J. Adams      | Michael Ross          | Personaggio Principale | Personaggio Principale | Personaggio Principale | Personaggio Principale | Personaggio Principale | Personaggio Principale | Personaggio Principale |                        | Ricorrente             |
| Rick Hoffman          | Louis Litt            | Personaggio Principale | Personaggio Principale | Personaggio Principale | Personaggio Principale | Personaggio Principale | Personaggio Principale | Personaggio Principale | Personaggio Principale | Personaggio Principale |
| Meghan Markle         | Rachel Zane           | Personaggio Principale | Personaggio Principale | Personaggio Principale | Personaggio Principale | Personaggio Principale | Personaggio Principale | Personaggio Principale |                        |                        |
| Sarah Rafferty        | Donna Paulsen         | Personaggio Principale | Personaggio Principale | Personaggio Principale | Personaggio Principale | Personaggio Principale | Personaggio Principale | Personaggio Principale | Personaggio Principale | Personaggio Principale |
| Gina Torres           | Jessica Pearson       | Personaggio Principale | Personaggio Principale | Personaggio Principale | Personaggio Principale | Personaggio Principale | Personaggio Principale | Ricorrente             |                        |                        |
| Amanda Schull         | Katrina Bennett       |                        | Ricorrente             | Ricorrente             | Ricorrente             | Ricorrente             | Ricorrente             | Ricorrente             | Personaggio Principale | Personaggio Principale |
| Dulé Hill             | Alex Williams         |                        |                        |                        |                        |                        |                        | Ricorrente             | Personaggio Principale | Personaggio Principale |
| Katherine Heigl       | Samantha Wheeler      |                        |                        |                        |                        |                        |                        |                        | Personaggio Principale | Personaggio Principale |

### Personaggi principali
- Harvey Reginald Specter (stagione 1-9), interpretato da Gabriel Macht, doppiato da Guido Di Naccio.
È la punta di diamante della Pearson Hardman, laureato ad Harvard, è stato lui ad assumere Mike allo studio legale facendo falsificare il suo curriculum e violando la legge, per l'enorme potenziale che vede in lui. È un amante della vita mondana e del lusso, dello scotch, dello sport e della musica. Il suo ufficio è pieno di cimeli sportivi e dischi di grandi gruppi; è sempre ben pettinato, infatti una delle gag ricorrenti della serie sono gli ironici riferimenti alla sua capigliatura. Nel suo garage trovano posto diverse auto sportive d'epoca, sebbene usi quasi sempre una moderna berlina di lusso con autista personale. Harvey è un uomo ambizioso ed egocentrico, ma anche sensibile e altruista (nonostante cerchi di non darlo a vedere per paura di sembrare debole), si dimostra disposto ad aiutare Mike sia nel lavoro che nella vita privata, ama vincere e per farlo è solito spingersi oltre il codice etico degli avvocati e aggirare la legge senza però infrangerla. Il suo defunto padre Gordon era un sassofonista e Harvey aveva un ottimo rapporto con lui. Odia la madre, che da adolescente sorprese a tradire il padre e che alla fine abbandonerà lui e il fratello minore: è probabilmente questa la causa della sua difficoltà a fidarsi degli altri. Nella quinta stagione, dopo l'abbandono della sua segretaria Donna, inizierà ad avere degli attacchi di panico e perciò avrà delle sedute con una psichiatra. Nella sesta stagione Donna lo convincerà a fare pace con sua madre. La sua più grande ambizione è quella di vedere il suo nome sull'insegna dello studio legale, obiettivo che raggiunge nella terza stagione, quando lo studio cambia il nome in Pearson Specter. Fra la sesta e la settima stagione, dopo la partenza di Jessica per Chicago, sarà managing partner dello studio, ruolo che abbandonerà con l'inizio dell'ottava stagione a causa della fusione che porterà alla nascita della "Zane Specter Litt". Si sposerà con Donna Paulsen e avranno un figlio.
- Michael James "Mike" Ross (stagioni 1-7, stagione 9 ricorrente), interpretato da Patrick J. Adams, doppiato da Edoardo Stoppacciaro.
Lo studio e l'apprendimento non sono mai stati un problema per lui grazie alla sua memoria fotografica. I suoi genitori, James e Nina, morirono in un incidente stradale causato da un uomo alla guida in stato di ebbrezza quando lui era ancora piccolo e fu sua nonna a crescerlo. Pur essendo un candidato potenziale per Harvard, Mike non potrà mai richiedere l'ammissione perché, memorizzando i risultati di un test di matematica li venderà a una ragazza, per mezzo del suo amico Travor (accusato inizialmente di aver passato tali risultati ma poi scagionato dallo stesso Mike, il quale si fa carico dell'accaduto), che si scoprirà essere la figlia del Preside, del quale l'amministrazione scolastica pretende le dimissioni dopo l'accaduto. Questi allora, prometterà a Mike di contattare personalmente Harvard affinché lui non venga ammesso. Mike inizierà a guadagnarsi da vivere facendosi pagare per svolgere al posto degli altri il test "LSAT", ovvero il test di ammissione alla facoltà di legge, fino a quando il suo amico Travor non si troverà a dover vendere della marijuana a delle persone mai conosciute prima. Occorrendogli 25.000 dollari per accudire la nonna presso una casa di riposo, Mike si offrirà di effettuare il losco scambio per conto di Travor, ma alla fine recatosi in albergo (luogo dell'appuntamento) scoprirà che chi lo attende è della polizia. Mike riesce a scappare intrufolandosi in una camera dove stanno effettuando le selezioni per lo studio Pearson&Hardman, tra i più importanti di New York, e si sostituirà a un iscritto alla lista e avrà un colloquio con Harvey Specter, che cerca un giovane associato alla sua altezza, il quale rimarrà colpito dalla sua memoria eidetica e, per quanto non soddisfi il criterio di selezione primario, cioè essere laureato in legge e per di più ad Harvard, Harvey lo assumerà nascondendo questo fatto a Jessica Pearson, uno dei due titolari dello studio suddetto. Mike è un bravo ragazzo, ma a causa della sua intelligenza tende a essere un po' arrogante, cosa che talvolta lo porta ad essere identificato come la versione più giovane di Harvey. Nell'ultimo episodio della quinta stagione verrà poi arrestato per frode per aver nascosto di non essere laureato ad Harvard e condannato a 2 anni di reclusione. Scarcerato poco tempo dopo, continua a destreggiarsi tra la clinica e lo studio, fino a quando riesce ad ottenere insieme a Rachel un'allettante proposta di lavoro (complice anche l'entrata del suocero nello studio legale come partner) per Seattle e i due decidono di anticipare il matrimonio e si trasferiscono poco dopo.
- Louis Marlowe Litt (stagioni 1-9), interpretato da Rick Hoffman, doppiato da Roberto Draghetti.
Louis è uno dei migliori avvocati della Pearson&Hardman, ma viene spesso sottovalutato e ignorato dai suoi colleghi. Tra lui e Harvey, nonostante vi sia un grande rispetto reciproco, vi è una forte rivalità, soprattutto da parte di Louis, anche se lui lo considera il suo migliore amico. Si occupa di istruire i giovani associati dello studio, da cui pretende sempre il massimo. Louis è un genio della contabilità, è un uomo eccentrico, paranoico ed emotivo; è un amante del teatro e del balletto, ma soprattutto del suo gatto, Bruno. Ha anche una vera passione per le barrette nutrizionali al cioccolato, per le bevande a base di prugne, per i fanghi e per l'arte degli origami, per i quali partecipa a serate speciali. Nel corso delle stagioni svilupperà un grande rapporto di amicizia con Donna. Dopo aver scoperto il segreto di Mike ricatta Jessica, affinché lo nomini socio titolare e lei, messa alle strette, decide di stare all'accordo, quindi lo studio viene rinominato Pearson Specter Litt. Da sette anni ha inoltre, come Harvey, uno psichiatra, il dottor Lipschitz, che lo aiuta a causa dei suoi problemi con le donne e che rientra nella sua vita dopo l'abbandono di Tara, la sua ultima ragazza, alla quale aveva chiesto di crescere assieme a lei il suo futuro bambino. Nella settima stagione tornerà insieme alla sua ex Sheila ed i due cercheranno di avere un figlio.
- Rachel Elizabeth Zane (stagioni 1-7[12]), interpretata da Meghan Markle, doppiata da Francesca Manicone.
Figlia di un ricco avvocato, lavora come assistente alla Pearson&Hardman; lei e Mike si innamorano ma non riescono ad avere una relazione per via del segreto di Mike sulla sua falsa laurea. Desidera diventare un avvocato laureandosi ad Harvard, così da poter lavorare come avvocato alla Pearson&Hardman, ma non riesce a superare il test per via del punteggio non abbastanza alto, avendo una forte ansia da prestazione. Mike le rivelerà del suo precedente lavoro, quello di fare i test al posto degli altri, e successivamente la renderà anche partecipe del suo segreto, cioè che non è laureato a Harvard. Alla fine deciderà di laurearsi alla Columbia, trovando ugualmente lavoro al suo studio, convincendo Jessica a mettere da parte la clausola di esclusività di Harvard, diventando l'associata di Harvey. Sposa alla fine della settima stagione Mike e i due in seguito si trasferiscono a Seattle.
- Donna Roberta Paulsen (stagioni 1-9), interpretata da Sarah Rafferty, doppiata da Barbara De Bortoli.
Segretaria, nonché migliore amica e confidente di Harvey e come lui è a conoscenza del segreto di Mike. Conosce Harvey meglio di tutti, è estremamente intuitiva e si vanta di sapere ogni cosa che succede allo studio e ha un buon rapporto di amicizia con Rachel. Un tempo lei e Harvey lavoravano insieme alla procura, dove faceva la segretaria, quando Harvey ottiene un lavoro come associato alla Pearson&Hardman convince l'amica a lavorare per lui, cosa che accetta. È profondamente leale nei confronti di Harvey, e a causa dei loro sentimenti, che vanno oltre l'amicizia, lei lo mette sempre al primo posto, cosa che molto spesso fa fallire le sue relazioni amorose. In seguito diventerà la segretaria di Louis, ma tornerà ben presto dal suo predecessore. In seguito diventa direttrice operativa, nonostante le fosse stato proposto un posto da capo degli associati. Si sposerà con Harvey Specter e avranno un figlio.
- Jessica Lourdes Pearson (stagioni 1-6[13], ricorrente stagione 7[14]), interpretata da Gina Torres, doppiata da Giuppy Izzo.
Socio titolare, insieme a Daniel Hardman, dello studio legale. Tra lei e Harvey c'è un certo rispetto, ma lei preferisce tenerlo sotto il suo controllo; odia chi le mente e pretende sempre il massimo rispetto manifestando una certa prepotenza. Si arrabbia molto quando scopre che Harvey ha assunto Mike come avvocato nonostante non sia laureato, ma decide di passarci sopra quando Harvey minaccia di abbandonare lo studio nel caso in cui Mike venga licenziato. Dopo che lei e Harvey riescono a cacciare via Daniel dallo studio, a causa delle sue scorrettezze, Jessica decide di fondere il suo studio legale con quello dell'inglese Edward Darby. Dopo la rottura con Darby, decide di eleggere Harvey come socio titolare. A metà della sesta stagione, lascia lo studio affidandolo a Harvey e Louis per seguire il suo fidanzato Jeff Malone a Chicago, ma spesso si ritrova con Harvey per aiutarlo di persona o al telefono.
- Katrina Amanda Bennett (stagioni 8-9, stagioni 2-7 ricorrente), interpretata da Amanda Schull, doppiata da Myriam Catania.
Giovane associata dello studio assunta da Harvey, è inizialmente una ragazza arrogante e presuntuosa che si diverte a sminuire gli altri. A poco a poco si rivela essere un avvocato molto competente e una persona dalla personalità molto simile a Mike. Diventa un'associata di Louis, per il quale prova molto rispetto. Verrà licenziata da Jessica per aver coperto la frode di Louis, ma Rachel la farà assumere nello studio di suo padre. Nella sesta stagione torna alla Pearson Specter Litt diventando socio junior. Nella nona stagione verrà licenziata da Faye ma continuerà ad aiutare Harvey, per poi divenire socio titolare nel finale.
- Alex Williams (stagioni 8-9, stagione 7 ricorrente), interpretato da Dulé Hill, doppiato da Niseem Onorato.
Un vecchio amico di Harvey. In principio lavorava per la Bretton & Gould, dove fu coinvolto in una frode e incastrato per un crimine che non aveva commesso. Grazie all'aiuto di Mike e Harvey, viene scagionato e diventa socio senior dello studio. Nell'ottava stagione Harvey gli promette di far mettere il suo nome tra i soci titolari e così si sfida in una gara senza esclusione di colpi con Samantha, appena arrivata e con il suo stesso obiettivo. Nella nona stagione rimane al fianco di Harvey per fronteggiare la minaccia di Faye.
- Samantha Wheeler (stagioni 8-9), interpretata da Katherine Heigl, doppiata da Stella Musy.
Nuovo senior partner alla Zane Specter Litt, pronta a sfidare lo status quo pur di diventare socio nominativo. Cresciuta senza sapere chi fossero i suoi genitori, dopo un periodo di servizio nell'esercito diventa un avvocato, venendo assunta nello studio di Robert Zane. Appare come una donna priva di scrupoli e disposta a tutto pur di vincere ma possiede un lato sensibile e un senso del sacrificio verso Robert, a cui dice di dovere tutto. Nell'ottava stagione, appena arrivata allo studio, inizia una scalata verso il titolo di socio titolare, ostacolata da Alex Williams. Nella nona stagione, provata dal ritiro del suo mentore, entra in aperto contrasto con le stringenti regole di Faye, venendo licenziata per aver fabbricato delle prove. Dopo essere riuscita a incontrare il suo padre biologico, Samantha fa causa allo studio e chiama Mike per difenderla. Nel finale riesce a riprendere il suo ruolo di socio titolare, rimanendo a New York.

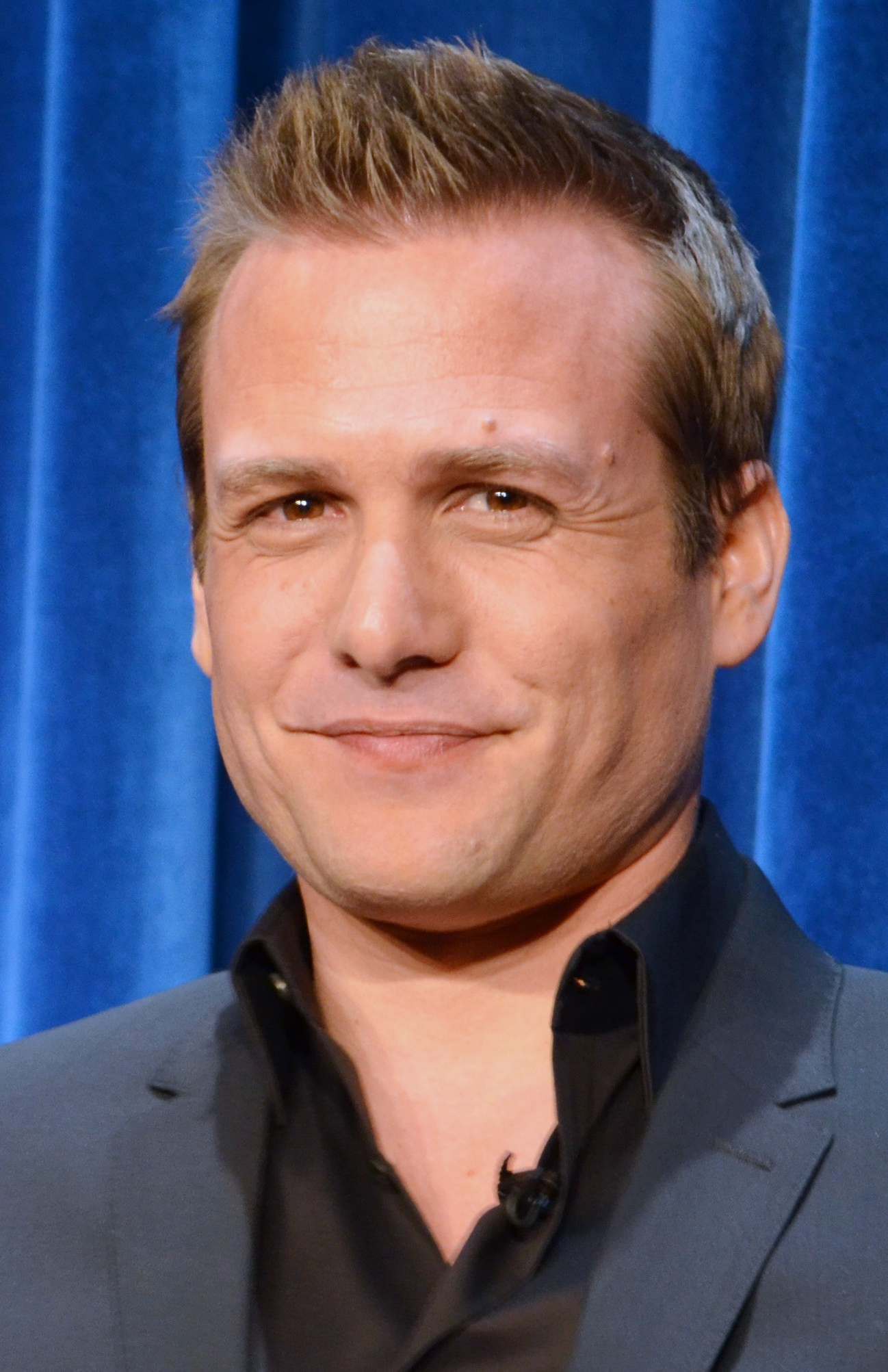
Gabriel Macht è Harvey Specter
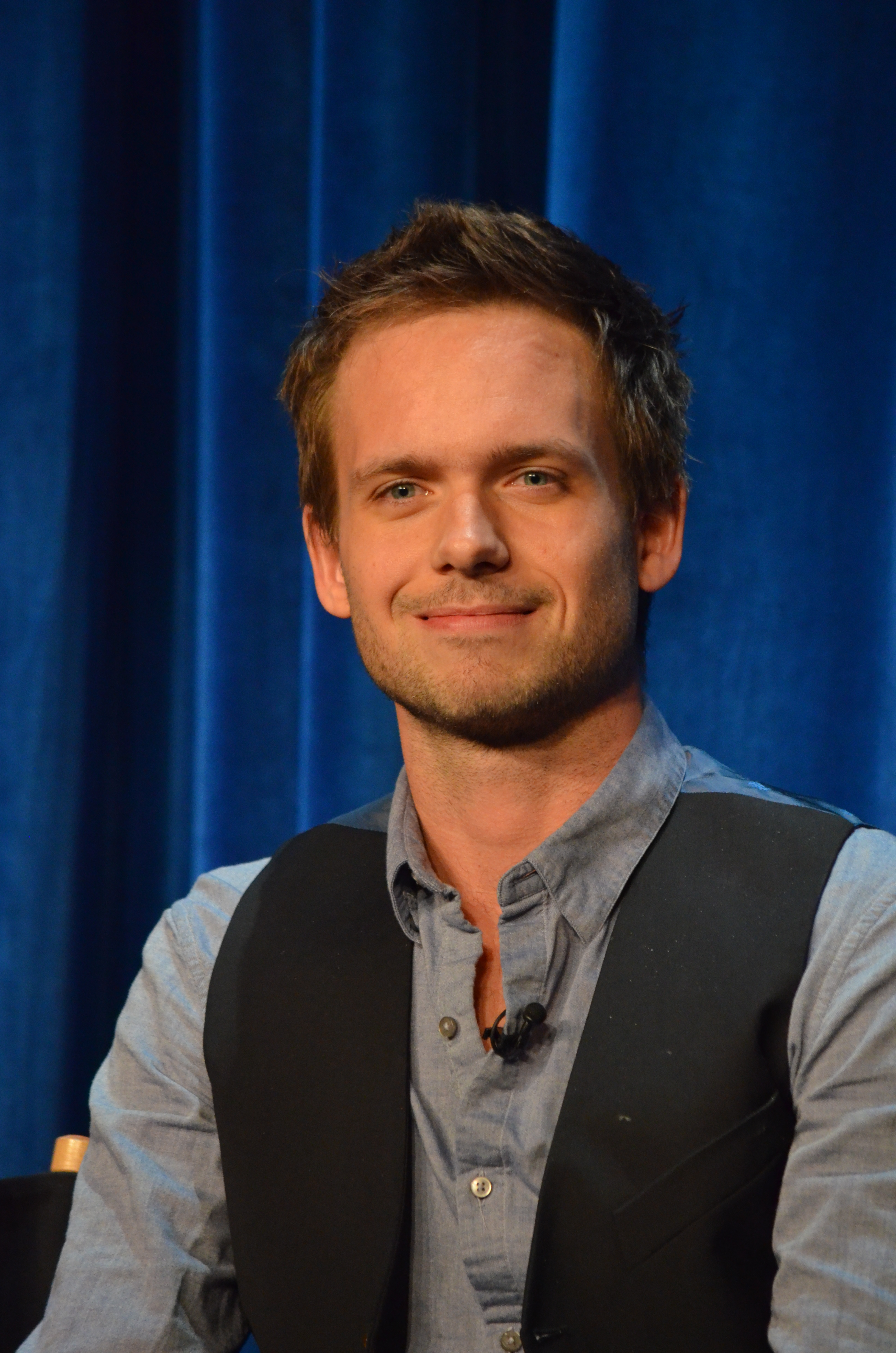
Patrick J. Adams è Mike Ross
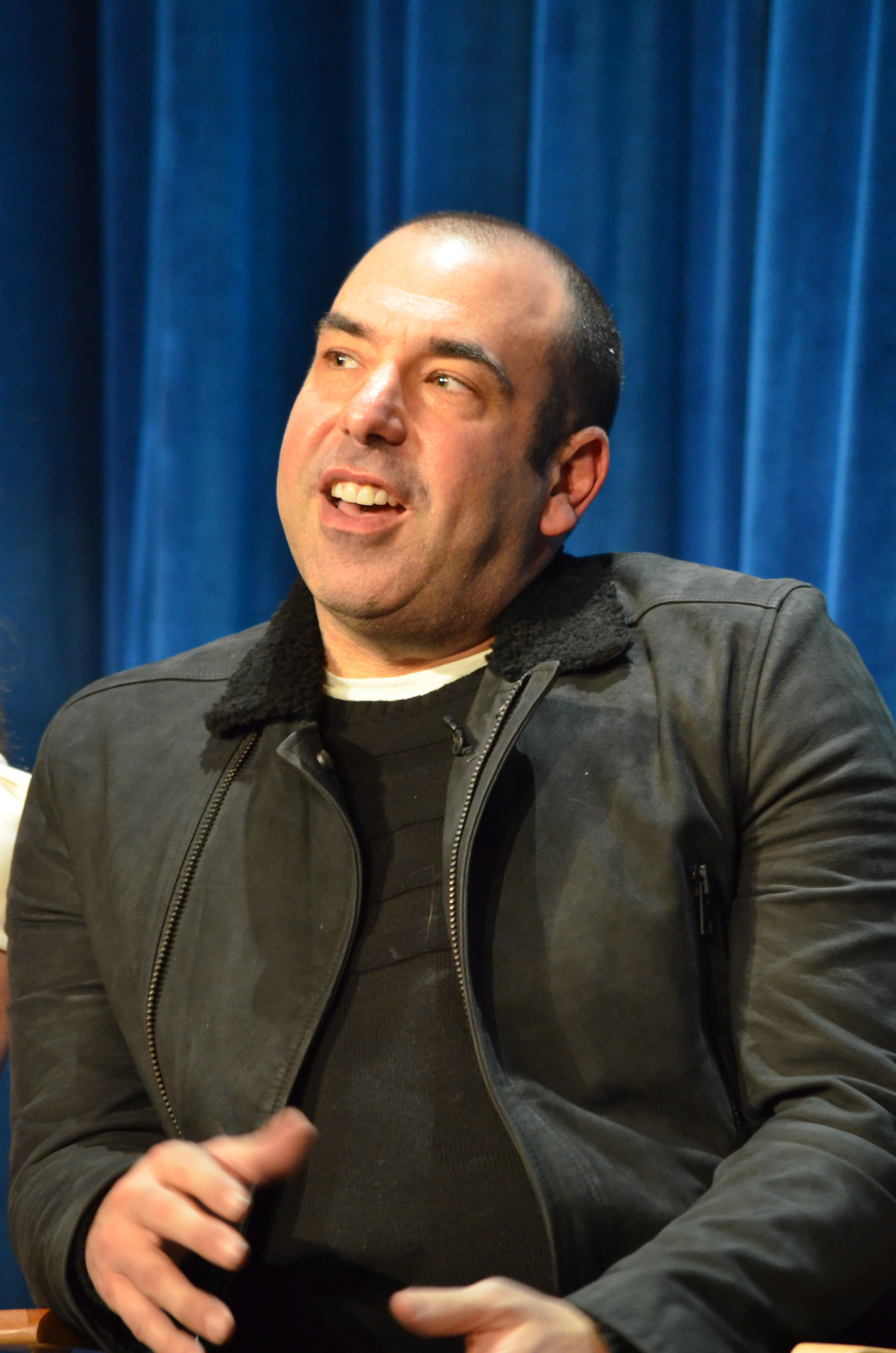
Rick Hoffman è Louis Litt
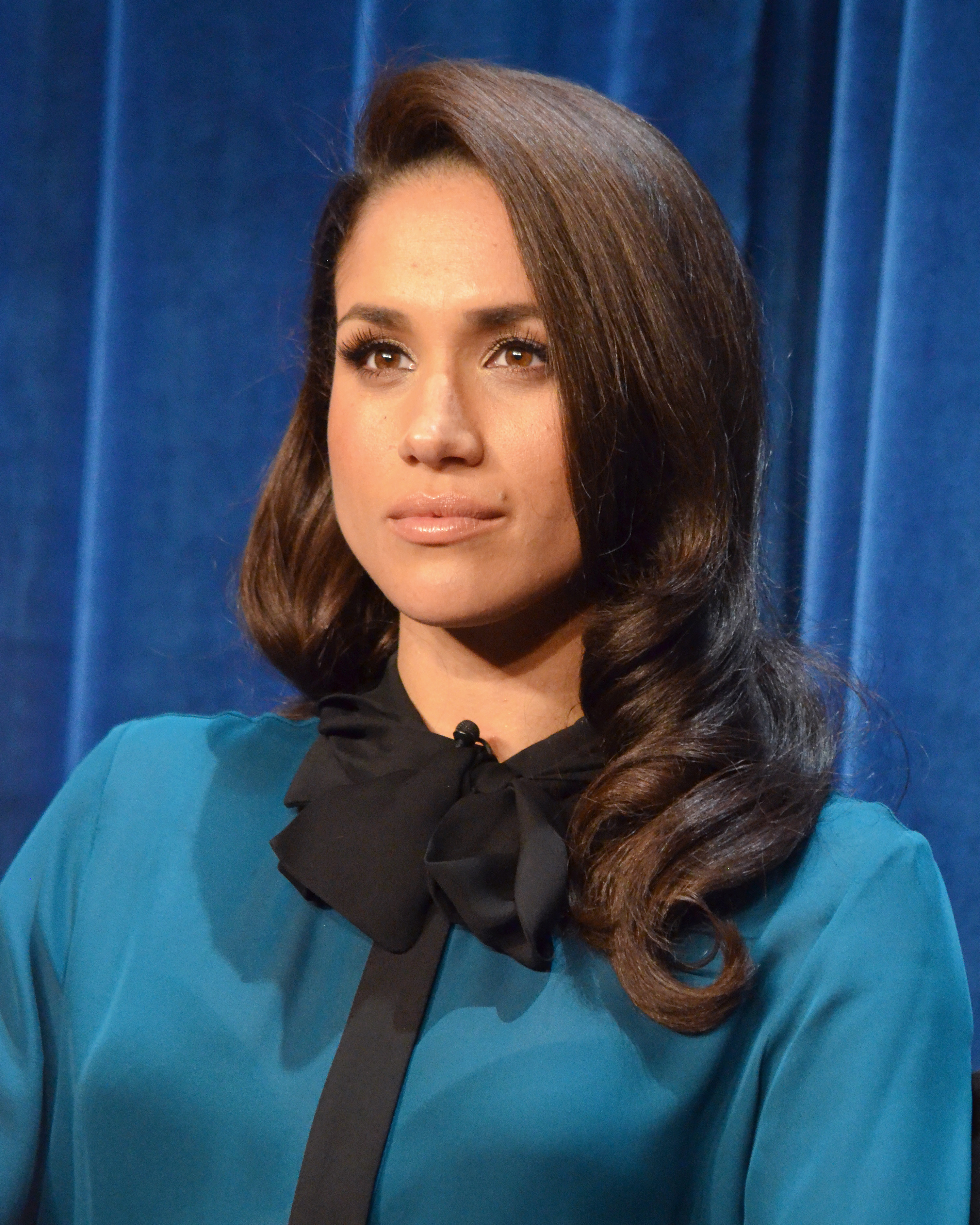
Meghan Markle è Rachel Zane
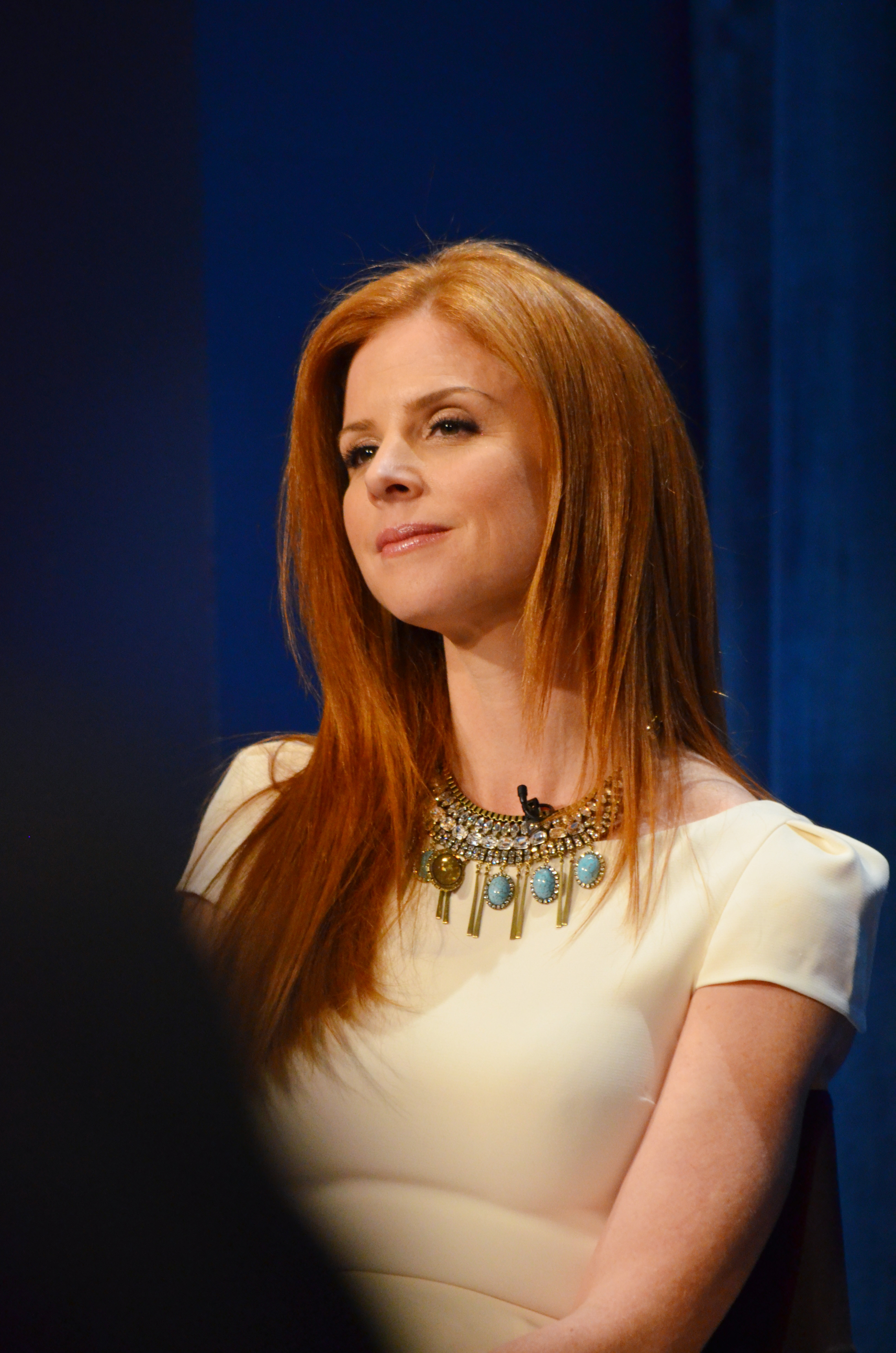
Sarah Rafferty è Donna Paulsen
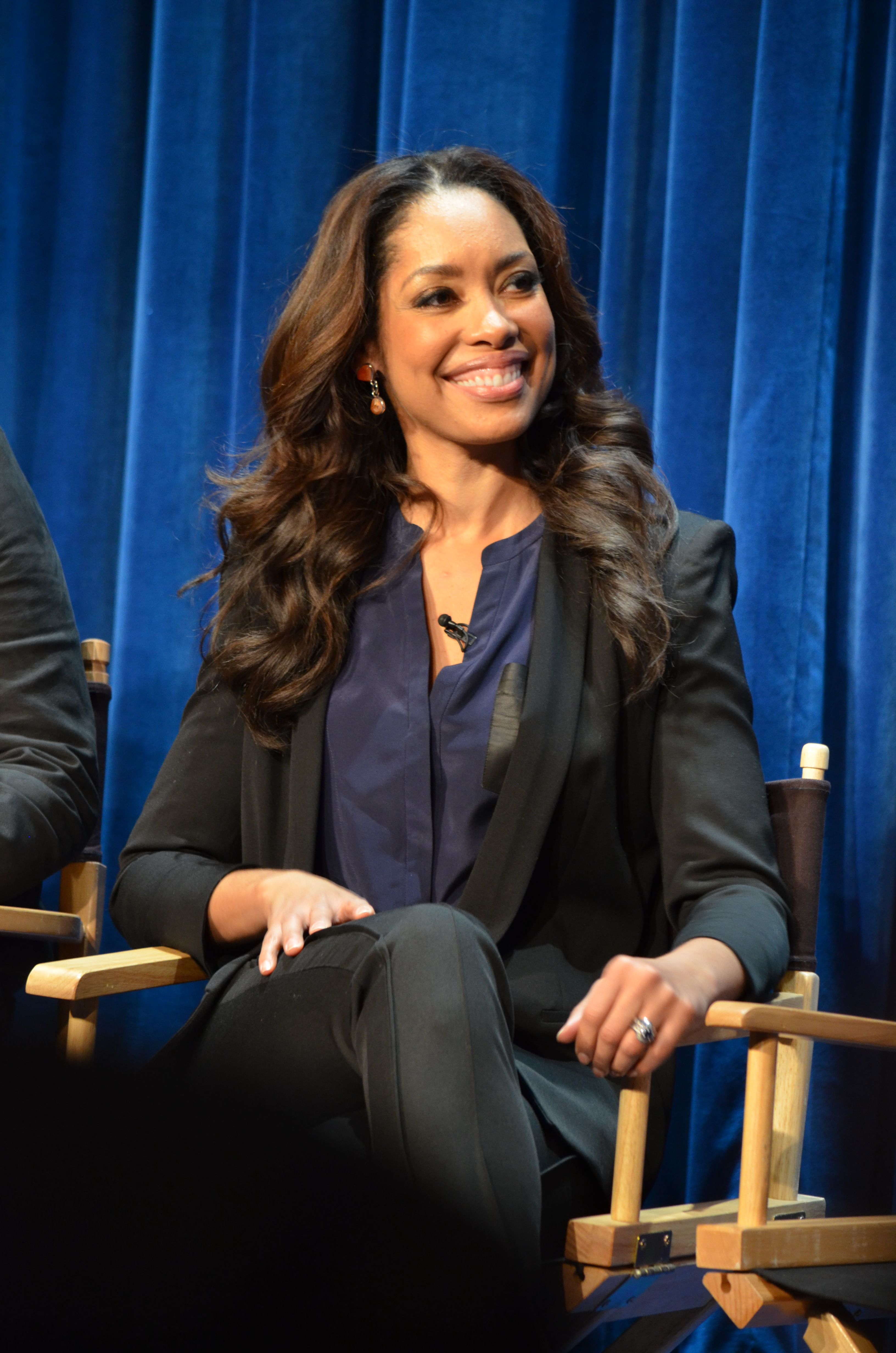
Gina Torres è Jessica Pearson
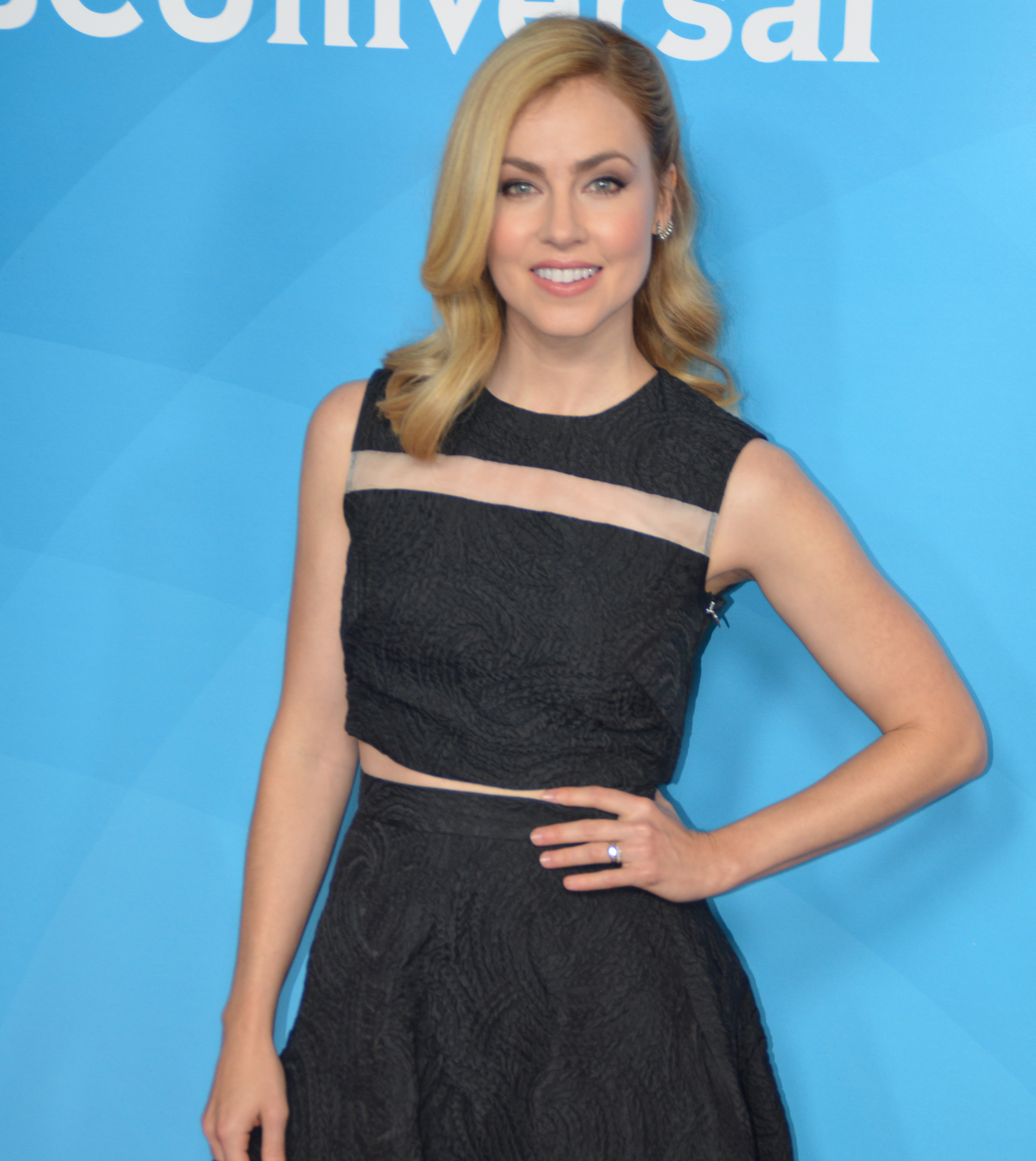
Amanda Schull è Katrina Bennett
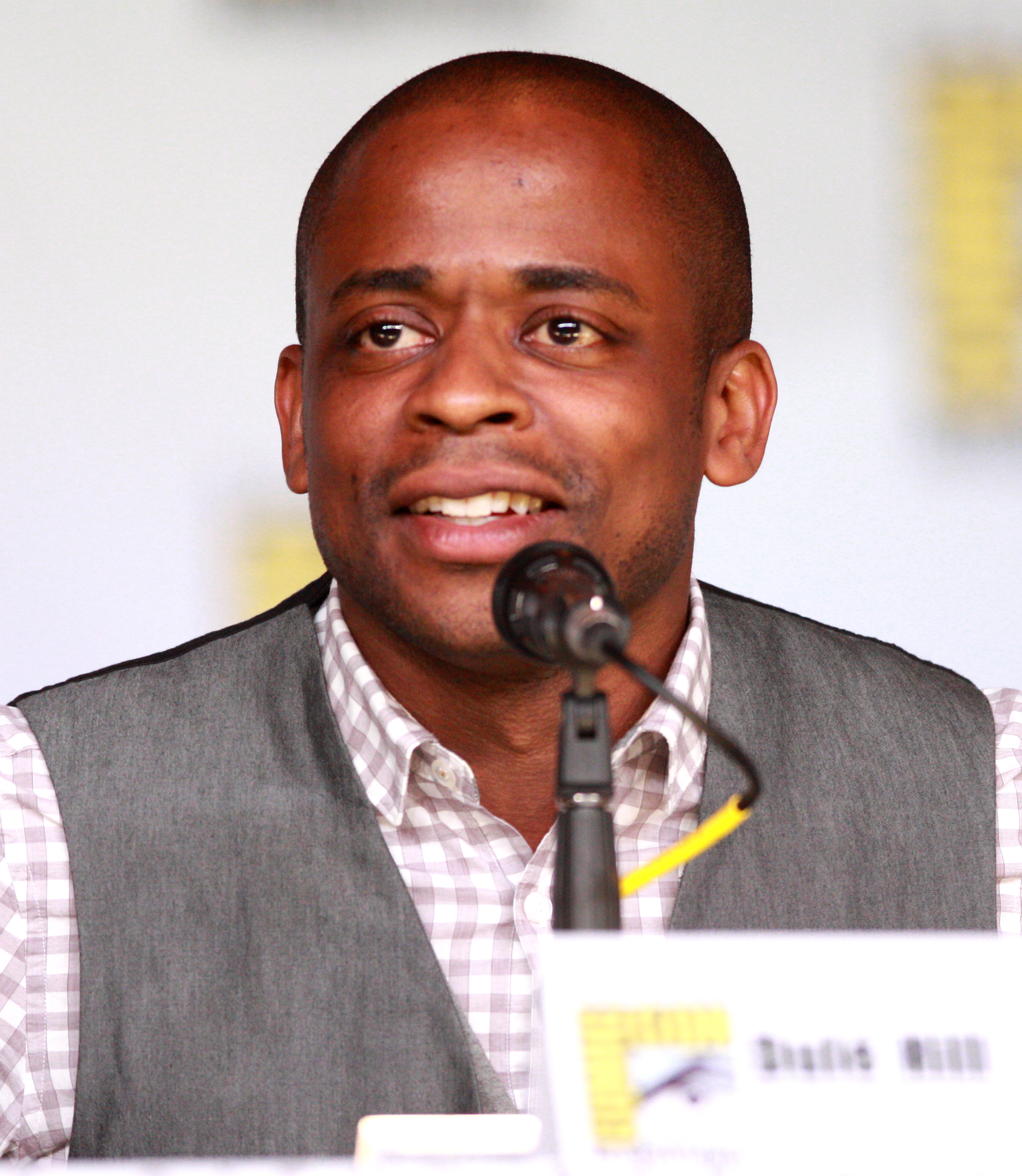
Dulé Hill è Alex Williams
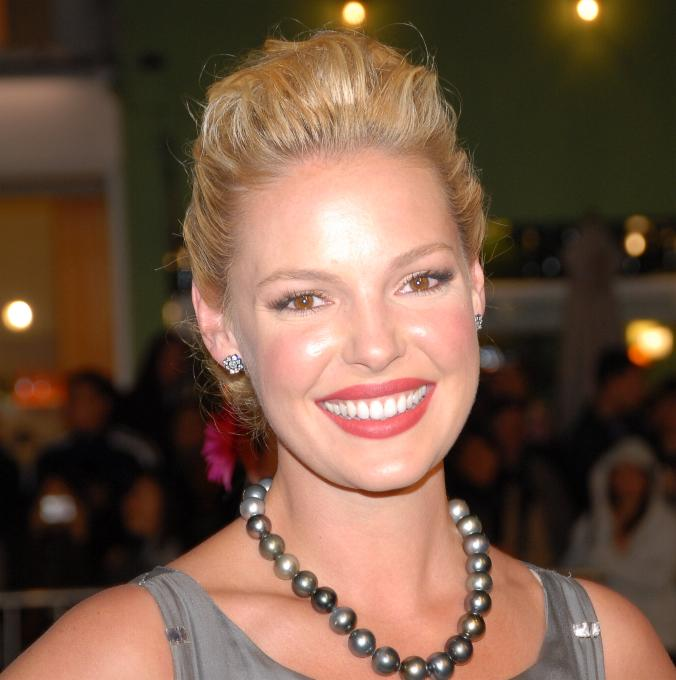
Katherine Heigl è Samantha Wheeler

| Attori                        | Personaggi                    | Suits - Serie TV              | Suits - Serie TV              | Suits - Serie TV              | Suits - Serie TV              | Suits - Serie TV              | Suits - Serie TV              | Suits - Serie TV              | Suits - Serie TV              | Suits - Serie TV              |
| Attori                        | Personaggi                    | Stagione 1                    | Stagione 2                    | Stagione 3                    | Stagione 4                    | Stagione 5                    | Stagione 6                    | Stagione 7                    | Stagione 8                    | Stagione 9                    |
| Personaggi Ricorrenti e Guest | Personaggi Ricorrenti e Guest | Personaggi Ricorrenti e Guest | Personaggi Ricorrenti e Guest | Personaggi Ricorrenti e Guest | Personaggi Ricorrenti e Guest | Personaggi Ricorrenti e Guest | Personaggi Ricorrenti e Guest | Personaggi Ricorrenti e Guest | Personaggi Ricorrenti e Guest | Personaggi Ricorrenti e Guest |
| ----------------------------- | ----------------------------- | ----------------------------- | ----------------------------- | ----------------------------- | ----------------------------- | ----------------------------- | ----------------------------- | ----------------------------- | ----------------------------- | ----------------------------- |
| Vanessa Ray                   | Jenny Griffith                | Ricorrente                    | Ricorrente                    |                               |                               |                               |                               |                               |                               |                               |
| Tom Lipinski                  | Trevor Evans                  | Ricorrente                    | Ricorrente                    | Guest                         | Guest                         | Ricorrente                    |                               |                               |                               |                               |
| Rebecca Schull                | Edith Ross                    | Ricorrente                    | Ricorrente                    | Guest                         | Guest                         | Guest                         |                               |                               |                               |                               |
| Ben Hollingsworth             | Kyle Durant                   | Ricorrente                    |                               |                               |                               |                               |                               |                               |                               |                               |
| Max Topplin                   | Harold Gunderson              | Ricorrente                    | Ricorrente                    | Ricorrente                    |                               | Guest                         |                               |                               |                               | Guest                         |
| Pooch Hall                    | Jimmy Kirkwood                | Ricorrente                    | Guest                         |                               |                               | Guest                         |                               |                               |                               |                               |
| David Reale                   | Benjamin                      | Guest                         |                               | Ricorrente                    |                               | Ricorrente                    | Ricorrente                    |                               |                               | Ricorrente                    |
| Abigail Spencer               | Dana Scott                    | Ricorrente                    | Ricorrente                    | Ricorrente                    | Guest                         | Guest                         |                               | Guest                         | Guest                         |                               |
| Eric Close                    | Travis Tanner                 | Guest                         | Ricorrente                    | Guest                         | Guest                         |                               |                               |                               |                               |                               |
| Gary Cole                     | Cameron Dennis                | Guest                         |                               | Ricorrente                    |                               |                               | Guest                         |                               | Guest                         |                               |
| David Costabile               | Daniel Hardman                |                               | Ricorrente                    |                               | Guest                         | Ricorrente                    |                               |                               | Ricorrente                    |                               |
| Rachael Harris                | Sheila Sazs                   |                               | Ricorrente                    | Ricorrente                    | Guest                         | Ricorrente                    |                               | Ricorrente                    | Ricorrente                    | Ricorrente                    |
| Gina Holden                   | Monica Eton                   |                               | Ricorrente                    |                               |                               |                               |                               |                               |                               |                               |
| Jacinda Barrett               | Zoe Lawford                   |                               | Ricorrente                    |                               |                               |                               |                               |                               |                               |                               |
| Wendell Pierce                | Robert Zane                   |                               | Ricorrente                    | Ricorrente                    | Ricorrente                    | Ricorrente                    | Ricorrente                    | Ricorrente                    | Ricorrente                    | Ricorrente                    |
| Conleth Hill                  | Edward Darby                  |                               | Ricorrente                    | Ricorrente                    |                               |                               |                               |                               |                               |                               |
| Adam Godley                   | Nigel Nesbitt                 |                               | Guest                         | Ricorrente                    |                               |                               |                               |                               |                               |                               |
| Michelle Fairley              | Ava Hessington                |                               |                               | Ricorrente                    |                               |                               |                               |                               |                               |                               |
| Max Beesley                   | Stephen Huntley               |                               |                               | Ricorrente                    |                               |                               |                               |                               |                               |                               |
| Brandon Firla                 | Jonathan Sidwell              |                               |                               | Ricorrente                    | Ricorrente                    | Ricorrente                    |                               |                               |                               |                               |
| Željko Ivanek                 | Eric Woodall                  |                               |                               | Guest                         | Ricorrente                    |                               |                               |                               |                               |                               |
| Neal McDonough                | Sean Cahill                   |                               |                               |                               | Ricorrente                    |                               | Ricorrente                    |                               | Guest                         | Guest                         |
| Brendan Hines                 | Logan Sanders                 |                               |                               |                               | Ricorrente                    |                               |                               |                               |                               |                               |
| D. B. Woodside                | Jeff Malone                   |                               |                               |                               | Ricorrente                    | Guest                         | Guest                         | Guest                         |                               |                               |
| Eric Roberts                  | Charles Forstman              |                               |                               |                               | Ricorrente                    | Guest                         |                               |                               |                               | Guest                         |
| Peter Cambor                  | Nathan Krueger                |                               |                               |                               | Guest                         |                               | Ricorrente                    | Ricorrente                    |                               |                               |
| Billy Miller                  | Marcus Specter                |                               |                               |                               | Guest                         | Guest                         | Guest                         |                               | Guest                         | Guest                         |
| Aloma Wright                  | Gretchen Bodinski             |                               |                               |                               |                               | Ricorrente                    | Ricorrente                    | Ricorrente                    | Ricorrente                    | Ricorrente                    |
| John Pyper-Ferguson           | Jack Soloff                   |                               |                               |                               |                               | Ricorrente                    |                               | Guest                         |                               |                               |
| Amy Acker                     | Esther Litt                   |                               |                               |                               |                               | Ricorrente                    |                               |                               | Guest                         | Ricorrente                    |
| Christina Cole                | Paula Agard                   |                               |                               |                               |                               | Ricorrente                    |                               | Ricorrente                    |                               |                               |
| Scott Michael Campbell        | Father Walker                 |                               |                               |                               |                               | Ricorrente                    | Guest                         | Ricorrente                    |                               |                               |
| Laura Allen, Brynn Thayer     | Lily Specter                  |                               |                               |                               |                               | Ricorrente                    | Guest                         | Guest                         | Guest                         | Ricorrente                    |
| Paul Schulze                  | Frank Gallo                   |                               |                               |                               |                               |                               | Ricorrente                    | Ricorrente                    |                               |                               |
| Erik Palladino                | Kevin Miller                  |                               |                               |                               |                               |                               | Ricorrente                    |                               | Guest                         | Guest                         |
| Ian Reed Kesler               | Stu Buzzini                   |                               |                               |                               |                               |                               | Ricorrente                    | Guest                         | Guest                         |                               |
| Carly Pope                    | Tara Messer                   |                               |                               |                               |                               |                               | Ricorrente                    |                               |                               |                               |
| Jordan Johnson-Hinds          | Oliver Grady                  |                               |                               |                               |                               |                               | Ricorrente                    | Ricorrente                    |                               |                               |
| Athena Karkanis               | Marissa                       |                               |                               |                               |                               |                               | Ricorrente                    |                               |                               |                               |
| Ray Proscia                   | Stan Lipschitz                |                               |                               |                               |                               |                               |                               | Ricorrente                    | Ricorrente                    | Ricorrente                    |
| Jake Epstein                  | Brian Altman                  |                               |                               |                               |                               |                               |                               | Ricorrente                    | Ricorrente                    | Ricorrente                    |
| Denise Crosby                 | Faye Richardson               |                               |                               |                               |                               |                               |                               |                               |                               | Ricorrente                    |

### Personaggi secondari
- Trevor Evans (stagioni 1-5), interpretato da Tom Lipinski, doppiato da Francesco Venditti.
Inizialmente era il miglior amico di Mike, si guadagnava da vivere spacciando erba. Rimane deluso quando scopre che Mike e la sua ragazza Jenny avevano intrapreso una relazione alle sue spalle, per tanto cerca di vendicarsi di Mike rivelando a Jessica che non è laureato. Mike lo minaccia facendogli presente che sa tutto di lui e che se volesse potrebbe rovinarlo. Dopo molto tempo Mike cerca di riallacciare la sua amicizia con Trevor, il quale ha messo la testa a posto e si è anche sposato, ma gli fa capire che non ha nessuna intenzione di tornare a essere suo amico in quanto non tollera il fatto che Mike sia un impostore.
- Jenny Griffith (stagioni 1-2), interpretata da Vanessa Ray, doppiata da Alessia Amendola.
Mike si innamora subito di lei, ma decide di lasciarla perdere quando lei si mette con il suo migliore amico Trevor. Nonostante tutto Jenny dimostra di ricambiare l'amore di Mike e i due intraprendo una relazione, ma a causa dei sentimenti che Mike prova per Rachel, decide di chiudere con il ragazzo.
- Edith Ross (stagioni 1-5), interpretata da Rebecca Schull, doppiata da Graziella Polesinanti.
Nonna di Mike, si prende cura del nipote dopo la morte dei suoi genitori, dopo aver avuto dei gravi problemi di salute muore nella seconda stagione.
- Kyle Durant (stagione 1), interpretato da Ben Hollingsworth.
Giovane avvocato, è uno degli associati di Louis, in un'occasione riesce a battere Mike in un "processo simulato".
- Harold Gunderson (stagioni 1-3, 5, 9), interpretato da Max Topplin, doppiato da Leonardo Graziano.
Avvocato dello studio legale, associato di Louis. Harold è un ragazzo goffo e maldestro, Louis si diverte a tormentarlo e a umiliarlo. Louis alla fine lo licenzia, ma Mike gli procura un lavoro in un altro studio legale prestigioso.
- Travis Tanner (stagioni 1-3, 5), interpretato da Eric Close, doppiato da Stefano Benassi (st. 1) e Riccardo Niseem Onorato (st. 2-5).
Laureato a Yale, come Harvey è un grande avvocato, con la differenza che lui gioca sporco. In più di un'occasione Harvey lo ha preso a pugni dato che Tanner si diverte a provocarlo, facendo leva su faccende personali.
- Cameron Dennis (stagioni 1, 3, 6, 8), interpretato da Gary Cole, doppiato da Saverio Indrio (st. 1) e Lucio Saccone (st. 3).
Procuratore distrettuale, è stato il mentore di Harvey quando lavorava alla procura. Harvey perse ogni rispetto nei suoi confronti quando scoprì che Cameron manometteva le prove per vincere i casi.
- Dana J."Scottie" Scott (stagioni 1-5, 7-8), interpretata da Abigail Spencer, doppiata da Antonella Baldini.
Lei e Harvey erano compagni di studi ad Harvard. Lavora in uno studio a Londra, lei e Harvey vanno spesso a letto insieme. Era in procinto di sposarsi, ma lascia il suo fidanzato poiché ama Harvey. Scottie e Harvey non riescono ad avere una relazione a causa del problema di Harvey nel fidarsi degli altri. Quando Scottie lascia Londra per trasferirsi a New York viene assunta allo studio di Harvey e i due iniziano una storia. Purtroppo la loro relazione inizia ad avere del problemi a causa delle menzogne di Harvey per proteggere il segreto di Mike. Alla fine Harvey rivela a Scottie tutta la verità e lei, pur amandolo e considerandolo una brava persona, decide di chiudere con lui, lasciando lo studio.
- Jimmy Kirkwood (stagioni 1-2, 5), interpretato da Pooch Hall, doppiato da Paolo Vivio.
È uno degli associati di Person&Hardaman, quando verrà licenziato si farà assumere in un altro studio prestigioso. Lui e Mike hanno un buon rapporto di amicizia. Pure lui è a conoscenza del fatto che Mike non ha frequentato Harvard, ma decide di aiutarlo a coprire il suo segreto.
- Terrence Wolf (stagioni 1, 4), interpretato da Chi McBride.
Procuratore distrettuale di Manhattan, successore di Cameron Dennis, si scontrò con Harvey nel caso di Clifford Danner e in quello della Liberty Rail.
- Daniel Hardman (stagioni 2, 4-5, 8), interpretato da David Costabile, doppiato da Stefano Benassi.
Dirigeva lo studio legale insieme a Jessica, lui e Harvey non si sono mai piaciuti. Jessica e Harvey scoprono delle perdite nei registri contabili e grazie a Louis scoprono che fu Hardman a rubare quel denaro; lui spiegò che lo fece per curare la moglie dal cancro, ma Harvey scopre che quel denaro serviva per mantenere la sua amante, Monica, e lo fece cacciare dallo studio. Morta la moglie Daniel ritorna allo studio, quando Harvey è accusato di aver nascosto un documento riguardante un caso, viene processato e Daniel accusa Jessica di non avere il controllo dello studio, guadagnando potere. Ma alla fine si scopre che fu Daniel a manomettere quel documento e così viene cacciato dallo studio. Dopo molto tempo ritornerà, sempre con l'obbiettivo di vendicarsi di Harvey, stringendo un'alleanza con il miliardario Charles Forstman.
- Zoe Lawford (stagione 2), interpretata da Jacinda Barrett, doppiata da Valentina Mari.
In passato lavorava con Harvey alla Pearson&Hardman, ma poi abbandona lo studio. Lei e Harvey non hanno avuto il tempo di avere una relazione a causa della morte prematura del fratello di Zoe che la spinge a prendersi cura della nipotina.
- Robert Zane (stagioni 2-9), interpretato da Wendell Pierce, doppiato da Stefano Mondini.
Compagno di studi ad Harvard di Daniel Hardman, è il padre di Rachel, nonché capo di un grande studio legale di New York. Vuole bene a sua figlia, ma non ha grande fiducia nella sua carriera come avvocato, ritenendo che per lei sarebbe meglio intraprendere un'altra carriera. Alla fine della settima stagione diventa per poco il nuovo senior partner dello studio insieme a Harvey e Louis, ma lascerà il posto al suo braccio destro Samantha Wheeler.
- Nigel Nesbitt (stagioni 2-3), interpretato da Adam Godley, doppiato da Oliviero Dinelli.
Avvocato londinese che lavora per Edward Darby, ha molte cose in comune con Louis, ma nonostante tutto non vanno d'accordo, infatti hanno un complesso rapporto di rivalità. Ha un gatto di nome Mikado (il cui nome è stato ispirato dall'omonima opera di Gilbert e Sullivan), al quale Louis si affezionerà molto.
- Ava Hessington (stagione 3), interpretata da Michelle Fairley, doppiata da Roberta Pellini.
Scaltra donna d'affari che non esita a usare degli espedienti poco leciti per i suoi obbiettivi, è a capo di una grande società petrolifera ereditata dal padre, ed è un'amica di Edward Darby. Cameron Dennis cerca di incriminarla per omicidio ma grazie all'aiuto di Harvey la donna viene scagionata da ogni accusa. Più tardi farà causa allo studio per negligenza, ma Harvey la convincerà a far cadere le accuse.
- Edward Darby (stagioni 2-3), interpretato da Conleth Hill.
Proprietario di uno studio legale di Londra, la Darby International, propone a Jessica di fare una fusione tra i due studi, creando così la Pearson Darby. Durante il caso di Ava Hessington, a cui tiene particolarmente, fa un accordo segreto con Harvey per farlo socio titolare alle spalle di Jessica. Quando si scopre che è stato Stephen a ordinare gli omicidi del caso Hessington, per proteggere Ava dichiara di esserne sempre stato a conoscenza, venendo condannato a cinque anni di prigione per favoreggiamento.
- Stephen Huntley (stagione 3), interpretato da Max Beesley, doppiato da Stefano Benassi.
È uno dei migliori avvocati di Edward Darby, viene a New York per aiutare Harvey nel caso di omicidio che vede come probabile colpevole Ava Hessington. Inizia una relazione con Donna, ma infine viene rivelato che gli omicidi, per cui Ava era stata accusata, erano stati commissionati proprio da Stephen, motivo per cui viene arrestato.
- Jonathan Sidwell (stagioni 3-5), interpretato da Brandon Firla, doppiato da Roberto Certomà.
È un uomo d'affari che si occupa di investimenti bancari, laureato alla Wharton University. Notando il grande potenziale di Mike, gli offre un lavoro come consulente bancario, e il ragazzo nonostante le iniziali incertezze accetta. Quando Mike diventa un suo impiegato, gli fa pressioni per acquisire le Industrie Gillis, spingendolo a trovare degli investitori. Purtroppo Mike si vede costretto a chiedere una sovvenzione a Charles Forstman, che compra le quote della società, ma a patto che Sidwell venga estromesso dall'affare, così che lui non ci guadagni nulla. Quando Sidwell scopre proprio da Forstman dell'accordo tra lui e Mike, licenzia quest'ultimo, dato che ha tradito la sua fiducia.
- Henry Gerard (stagioni 3-6, 9), interpretato da Stephen Macht, doppiato da Gino La Monica.
È un docente di Harvard, insegna etica legale, ed è famoso per non aver mai dato voti troppo alti ai suoi studenti, Harvey non lo sopporta. Harvey e Mike lo aiutano in una causa legale che lo aveva coinvolto, rischiando l'accusa di corruzione, per cui era colpevole, ma i due avvocati lo fanno uscire pulito. È ben consapevole del fatto che Mike in realtà non è laureato a Harvard, ma decide di sorvolare sulla cosa.
- Eric Woodall (stagioni 3-4), interpretato da Željko Ivanek, doppiato da Saverio Indrio.
Procuratore del Distretto Sud di New York, arresta Mike nel finale della terza stagione per costringerlo a tradire Harvey. Il suo obiettivo è appunto quello di smascherare gli avvocati corrotti, e come dice lui Harvey è apparso sul suo radar. Nella quarta stagione, viene assunto alla CTS e usa la sua posizione per perseguire i clienti dello studio e Harvey stesso.
- Jeff Malone (stagioni 4-7), interpretato da David Brian Woodside, doppiato da Massimo Bitossi.
Pezzo grosso della CTS a cui viene ordinato di perseguire i clienti della Pearson Specter per conto del Procuratore distrettuale Eric Woodall. Non volendo più lavorare alla CTS, viene assunto allo studio come socio senior. Nella quarta stagione, inizia una relazione con Jessica, ma la lascia a causa delle sue menzogne per coprire Mike e il suo segreto, inoltre Jeff si licenzia dallo studio. Si trasferisce a Chicago con Jessica dopo che questa ha lasciato il suo studio.
- Sheila Amanda Sazs (stagioni 2-5, 7-9), interpretata da Rachael Harris, doppiata da Sabrina Duranti.
È la responsabile delle ammissioni ad Harvard, lei e Louis intraprenderanno una breve relazione, ma si lasceranno per divergenze lavorative. In seguito rivela all'uomo del suo imminente matrimonio, non prima di un'ultima avventure amorosa con Louis. La donna tuttavia capirà che l'attrazione per l'uomo è troppo forte e decide di dare vita ad una relazione clandestina che metterà in dubbio il suo futuro. Alla fine decide di lasciare il suo attuale fidanzato per tornare insieme a Louis, con cui deciderà di avere il tanto sospirato figlio.
- Sean Cahill (stagioni 4, 6, 8-9), interpretato da Neal McDonough, doppiato da Davide Marzi.
Quando Malone viene assunto allo studio, prende il suo posto nel perseguire i clienti della Pearson Specter per conto della CTS. In realtà il suo obiettivo è quello di dimostrare che Harvey è un avvocato corrotto. Successivamente chiederà ad Harvey di aiutarlo ad arrestare Charles Forstman per corruzione. Nella sesta stagione darà una mano a Harvey per far uscire Mike di galera.
- Gretchen Bodinski (stagioni 5-9), interpretata da Aloma Wright.
È la nuova segretaria che Harvey assume quando Donna lo lascia per andare a lavorare per Louis. L'avvocato però capisce fin da subito che lei tornerà da lui molto prima di quanto immagina e quando la vecchia segretaria di Louis Norma morirà, la nuova arrivata prenderà il suo posto, instaurando un bel rapporto di amicizia.
- Logan Sanders (stagione 4), interpretato da Brendan Hines, doppiato da Francesco Venditti.
Cliente di Harvey della quarta stagione, è un ricco e viziato rampollo che ha preso il posto del padre nella società di famiglia. Ha avuto una relazione con Rachel mentre era sposato. Entra in competizione con Mike nel caso delle Industrie Gillis, rinfacciandogli il suo passato con Rachel ogni volta che ne ha l'occasione. Dimostra di provare ancora dei forti sentimenti per Rachel, ma lei lo respinge per via dell'amore che prova per Mike. Purtroppo alla fine acquisterà le Industrie Gillis con l'aiuto di Louis e Forstman, nonostante Mike avesse cercato di impedirlo in tutti i modi.
- Walter Gillis (stagione 4), interpretato da Michael Gross, doppiato da Saverio Indrio.
Imprenditore a capo della sua società, le Industrie Gillis, Mike cerca di aiutarlo dato che coloro che vogliono acquistare la sua azienda intendono smantellarla per arricchirsi, Mike infatti vuole dare a Gillis una mano perché lui ha messo anima e corpo in quella società. Purtroppo Logan riesce a mettere le mani sulla società di Walter, nonostante Mike avesse cercato di impedirlo in ogni modo, comunque Mike e Harvey offriranno a Walter un altro progetto, l'acquisizione di un dipartimento di una società farmaceutica che si occupa di sviluppare farmaci contro la dipendenza da droghe, dunque Walter accetta l'offerta.
- Charles Forstman (stagioni 4-5, 9), interpretato da Eric Roberts, doppiato da Fabrizio Pucci.
Imprenditore finanziario miliardario che odia Harvey per un losco affare che avevano fatto in passato. Non esita a incastrare e sfruttare le persone per portare avanti i suoi affari. Nella quarta stagione, fa un accordo con Louis durante il quale lo costringe a fargli evadere le tasse illegalmente.
- Amy (stagione 4), interpretata da Melanie Papalia, doppiata da Monica Ward.
È stata la segretaria di Mike, nel periodo in cui ha lavorato come investitore bancario per Sidwell. Curiosamente il rapporto che c'è tra Amy e Mike, per molti versi, ricorda quello tra Donna e Harvey.
- Evan Smith (stagioni 4-5), interpretata da Tricia Helfer.
Avvocata dello studio legale Hackett Cropper Klein e difensore della Liberty Rail.
- Dr. Paula Agard (stagioni 5, 7), interpretata da Christina Cole, doppiata da Federica De Bortoli.
È una psicoterapista, quando Harvey verrà colpito ripetutamente da attacchi di panico si rivolgerà a lei per un aiuto professionale, la dottoressa lo aiuterà a mettere a fuoco i suoi problemi interiori come la sua paura dell'abbandono. Imparerà a conoscere Harvey meglio, finendo per innamorarsi di lui. Tuttavia i due si lasceranno quando Harvey verrà costretto a scegliere fra lei e Donna e sceglierà quest'ultima.
- Jack Soloff (stagioni 5-7), interpretato da John Pyper-Ferguson, doppiato da Luca Ward.
È un socio senior della PearsonSpecter&Litt, è un uomo ambizioso, manipolatore e bugiardo che entra in contrasto più volte con Harvey, Jessica e Louis. Quando il segreto di Mike verrà a galla e lo studio andrà in crisi, si farà assumere nello studio legale di Robert Zane.
- Marcus Specter (stagioni 4-6, 8-9), interpretato da Billy Miller, doppiato da Fabrizio Vidale.
È il fratello minore di Harvey che voleva aprire un ristorante attraverso un prestito datogli da Charles Forstman tramite denaro riciclato, ma che fortunatamente riuscì a salvarsi dal carcere tramite il fratello.
- Anita Gibbs (stagioni 5-7), interpretata da Leslie Hope, doppiata da Cristina Boraschi.
È la procuratrice distrettuale che si occupa di perseguire legalmente Mike dopo aver saputo da Sheila Sazs che è un truffatore, anche se in realtà lei vuole incriminare Harvey, cercando più volte di convincere Mike a far ricadere la colpa su di lui. Ama vincere, infatti è subdola, manipolatrice e spietata. Porterà il caso in tribunale ma alla fine Mike, sicuro di perdere (anche se in realtà avrebbe vinto lui il caso) decide di patteggiare, riuscendo a condannare Mike a due anni di prigione.
- David Green (stagione 5), interpretato da Farid Yazdani.
 Assistente del procuratore generale che ha un oscuro passato con Mike.
- Frank Gallo (stagioni 6-7), interpretato da Paul Schulze, doppiato da Roberto Pedicini.
 Nemico di Mike in carcere. Vuole vendicarsi di Harvey quando tredici anni prima lo fece accusare assieme a Cameron Dennis rendendo la permanenza del ragazzo un inferno.
- Kevin Miller (stagioni 6, 8-9), interpretato da Erik Palladino.
 Il vero compagno di cella di Mike che diventerà il miglior amico del ragazzo facendosi aiutare dallo stesso ad incastrare il suocero che lo fece incarcerare al suo posto.
- Julius Rowe (stagioni 6-7), interpretato da Malcolm-Jamal Warner, doppiato da Pino Insegno.
 Lo psicologo del carcere che sarà determinante per la scarcerazione di Mike.
- Leonard Bailey (stagione 6), interpretato da Glenn Plummer.
 Uomo accusato ingiustamente che da dodici anni cerca giustizia su colui che lo incolpò. Grazie a Jessica e Rachael verrà scarcerato dopo tante sofferenze.
- Stu Buzzini (stagioni 6-8), interpretato da Ian Reed Kesler, doppiato da Simone Crisari.
 Giovane broker che prende in affitto gli uffici dello studio dopo che gli associati lo hanno lasciato. Sarà inizialmente rivale di Louis, ma in seguito ne nascerà una proficua collaborazione.
- William Sutter (stagione 6), interpretato da Alan Rosenberg, doppiato da Gianni Giuliano.
 Finanziere e nuovo obbiettivo di Sean Cahill con l'accusa di insider training. Sarà l'elemento chiave per permettere a Mike di essere scarcerato.
- Tara Messer (stagione 6), interpretata da Carly Pope.
 Nuovo interesse amoroso di Louis. Seppur incinta del suo ex, l'amore tra i due sarà permanente, fino a che questa non deciderà di lasciarlo per motivi personali facendo piombare nuovamente l'uomo nella disperazione
- Nathan Krueger (stagioni 4, 6-7), interpretato da Peter Cambor, doppiato da Giorgio Borghetti (st. 4) e Simone D'Andrea (st. 6-7).
 Capo di Mike nella clinica legale dove il ragazzo viene assunto dopo essere uscito dal carcere.
- Oliver Grady (stagioni 6-7), interpretato da Jordan Johnson-Hinds.
 Giovane avvocato della clinica che lavora con Mike sotto la sua preziosa ala. È molto ansioso e ciò non gli permette di mettere a frutto il suo talento in tribunale.
- Brian Altman (stagioni 7-9), interpretato da Jake Epstein, doppiato da Stefano Macchi.
Giovane associato che passa sotto l'ala di Louis. Dapprima sottomesso all'uomo, verrà in seguito stimato dallo stesso quando verrà a sapere del suo futuro bambino in arrivo.
- Dr. Stan Lipschitz (stagioni 7-9), interpretato da Ray Proscia, doppiato da Luca Biagini.
Psichiatra di Louis. Sette anni prima dell'inizio della storia, l'avvocato fu costretto da Jessica ad andare da lui per risolvere le sue questioni sentimentali. Inizialmente denota razzismo contro il dottore poiché di origine tedesca ed ebrea, ma col passare del tempo i due entreranno sempre più in contatto. Dopo la rottura con Tara, Louis torna da lui con l'intento di risolvere anche questi nuovi problemi d'amore dopo anni che non si erano rivisti.
- Faye Richardson (stagione 9), interpretata da Denise Crosby, doppiata da Barbara Castracane .
Membro dell’Ordine di New York, viene mandata allo studio per controllare il rispetto dell’etica da parte dei soci.
- Gordon Specter (stagioni 3, 5, 7), interpretato da James McCaffrey.
Sassofonista e padre di Harvey, appare solo nei flashback del figlio, essendo morto nel 2007, prima dell'inizio delle vicende narrate.
- Lily Specter (stagioni 5-9), interpretata da Laura Allen (st. 5, 9) e Brynn Thayer (st. 6-9).
Madre di Harvey, da lui ripudiata per anni per aver tradito il padre Gordon e avergli chiesto di mentire al riguardo. I due successivamente si riconciliano, poco prima che Lily muoia per un attacco di cuore alla fine nella nona stagione.

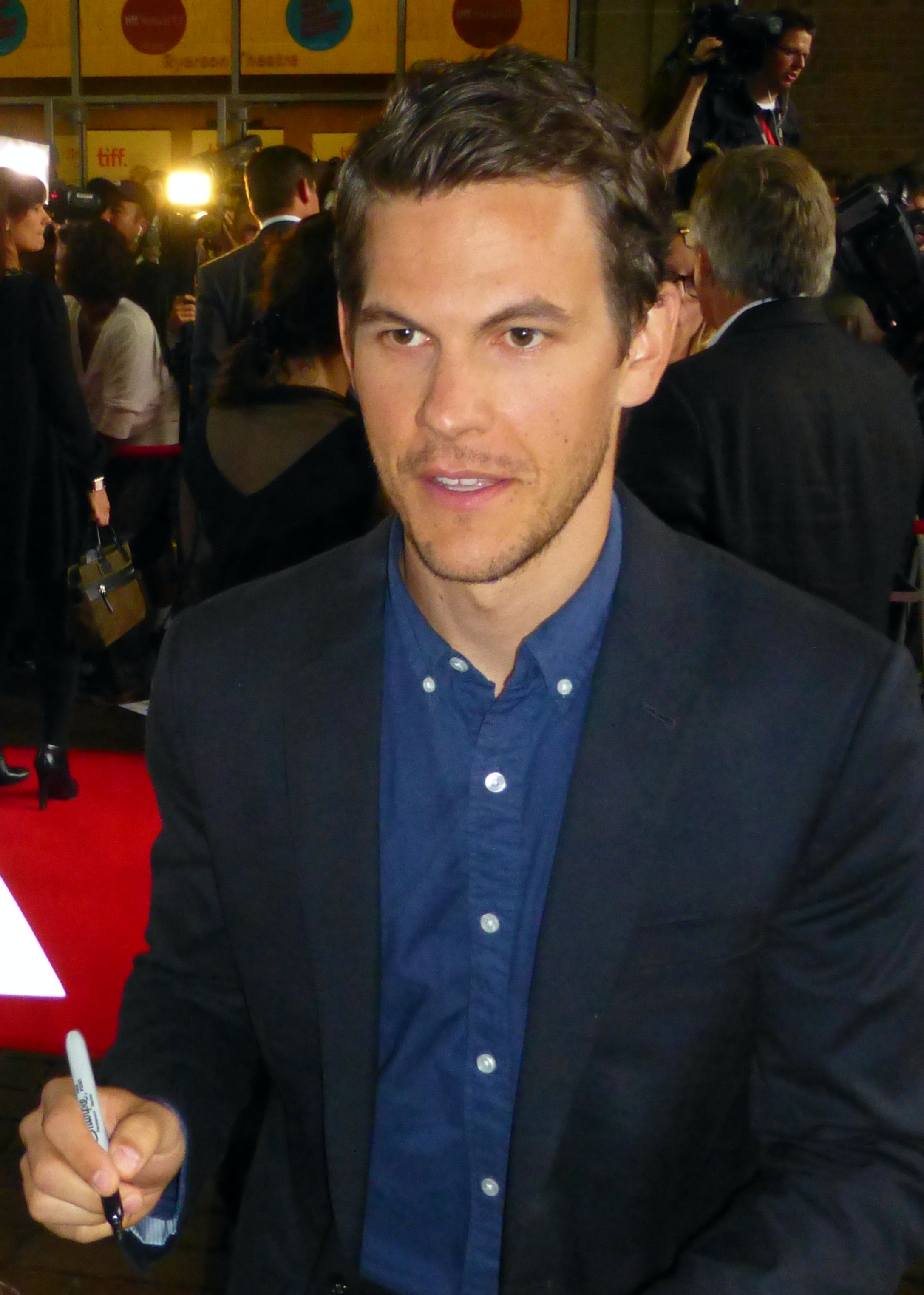
Tom Lipinski interpreta Trevor Evans
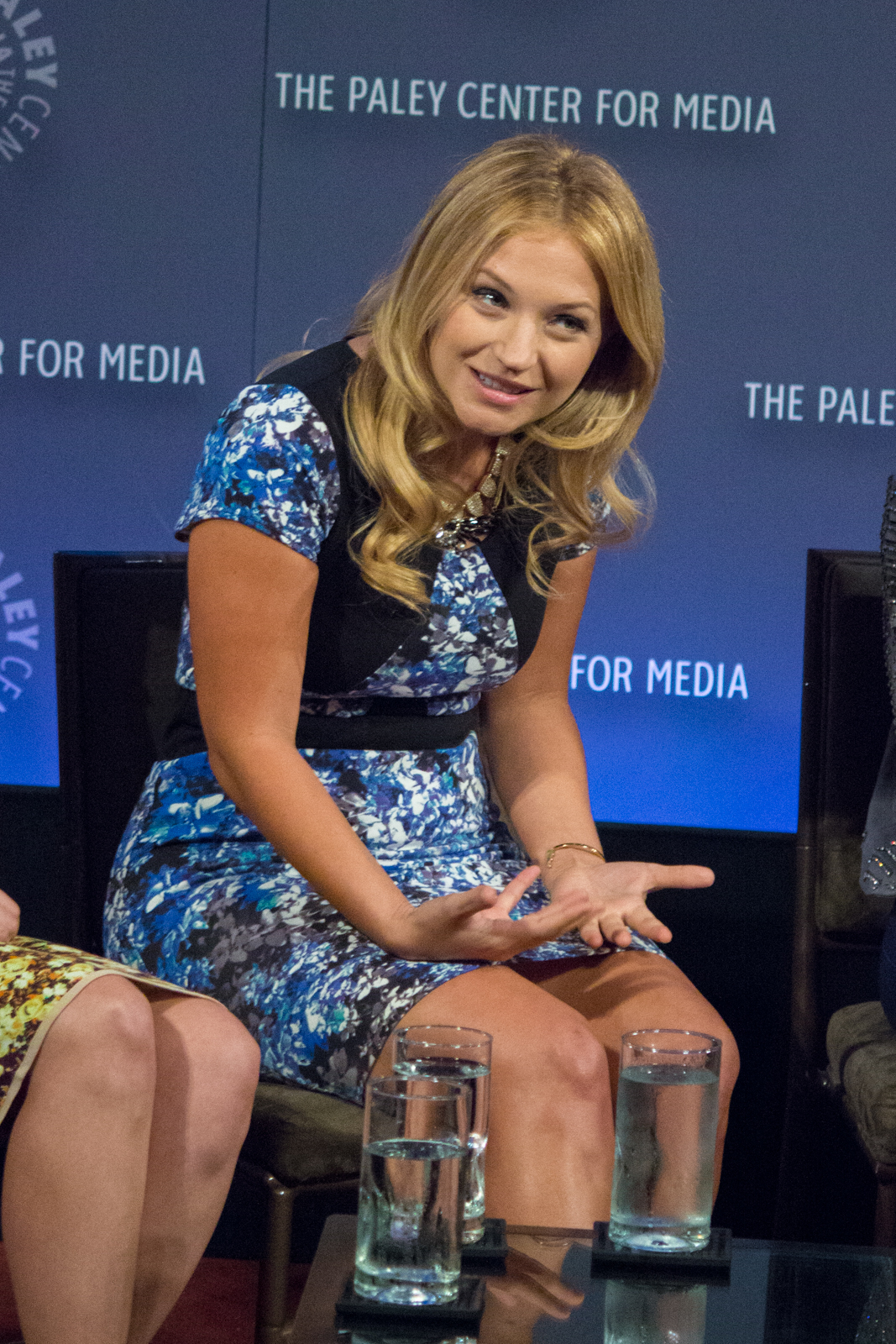
Vanessa Ray interpreta Jenny Griffith
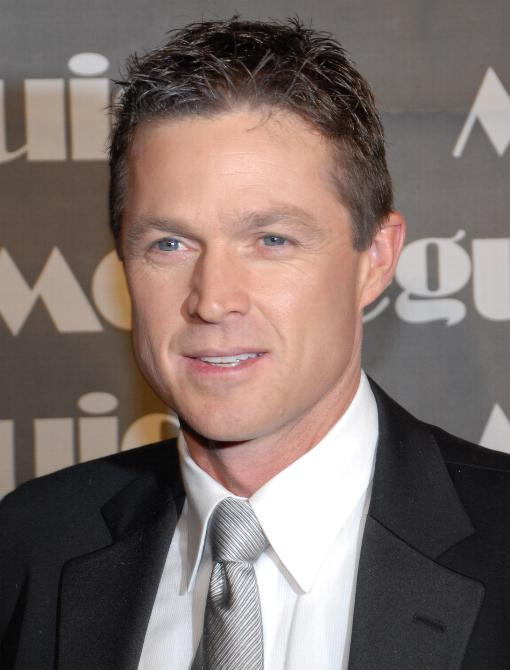
Eric Close interpreta Travis Tanner
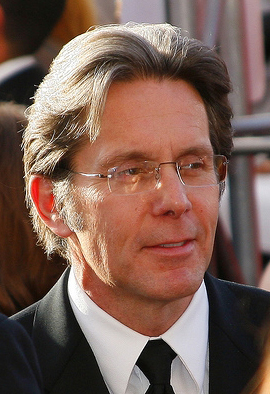
Gary Cole interpreta Cameron Dennis
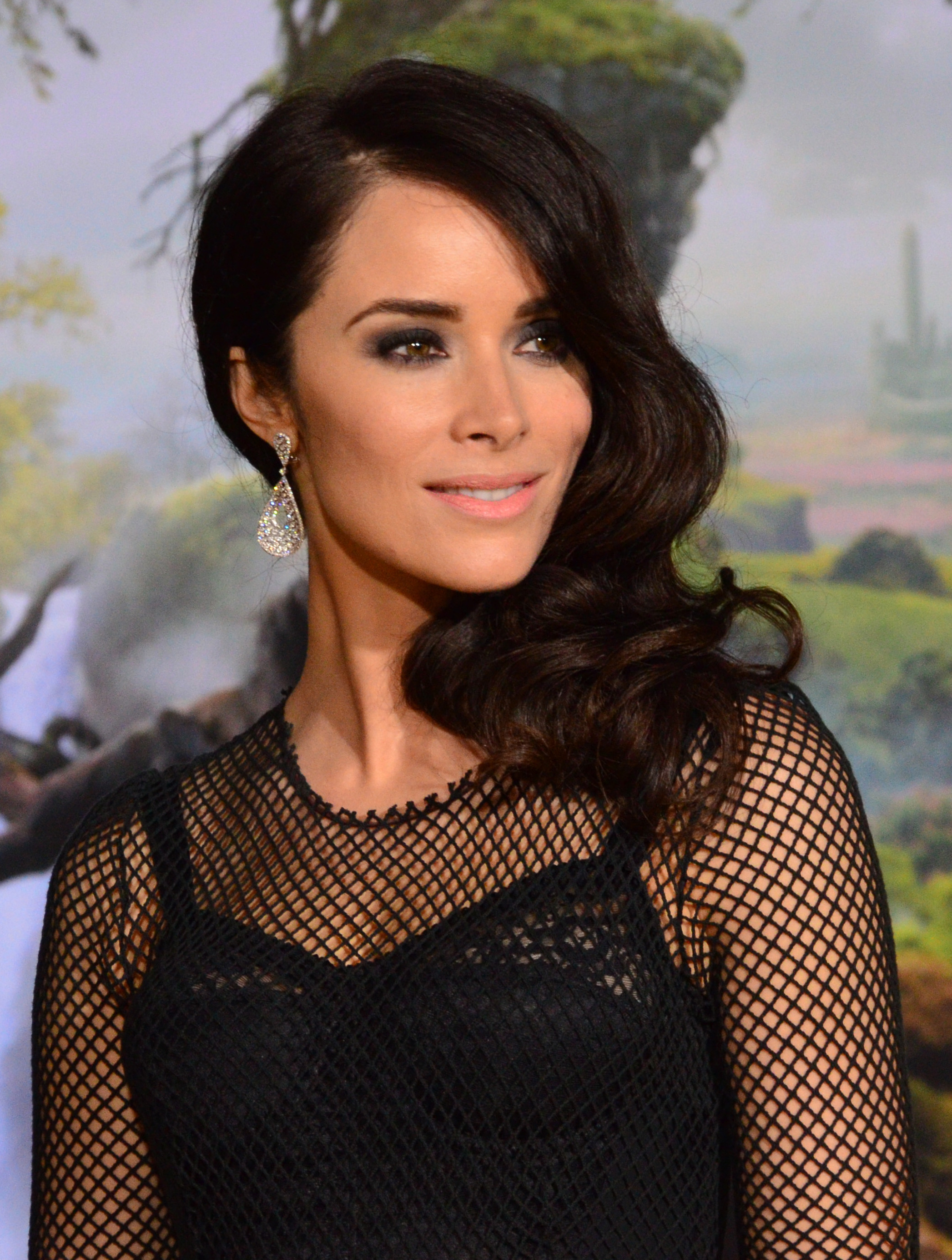
Abigail Spencer interpreta Dana "Scottie" Scott
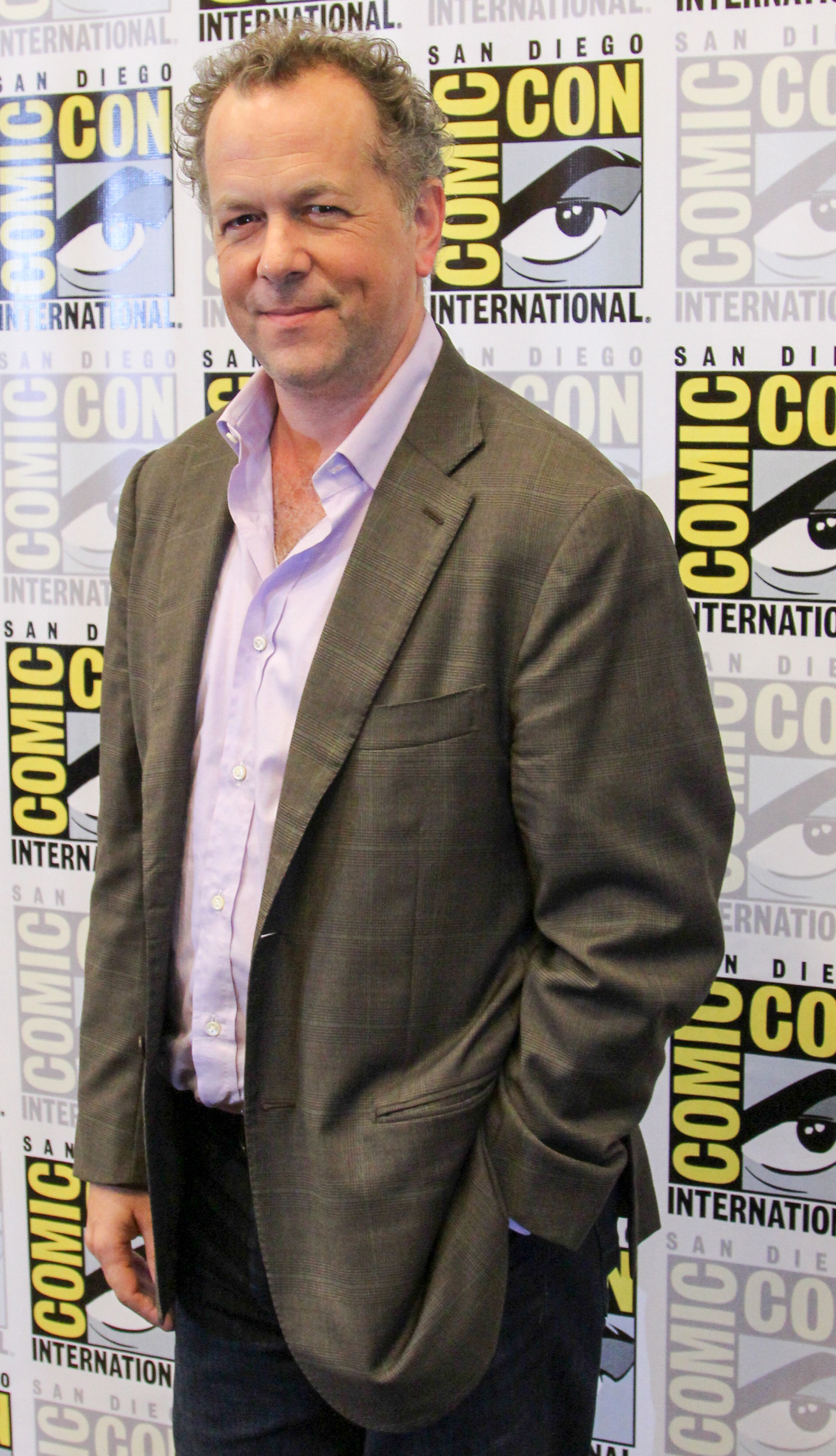
David Costabile interpreta Daniel Hardman
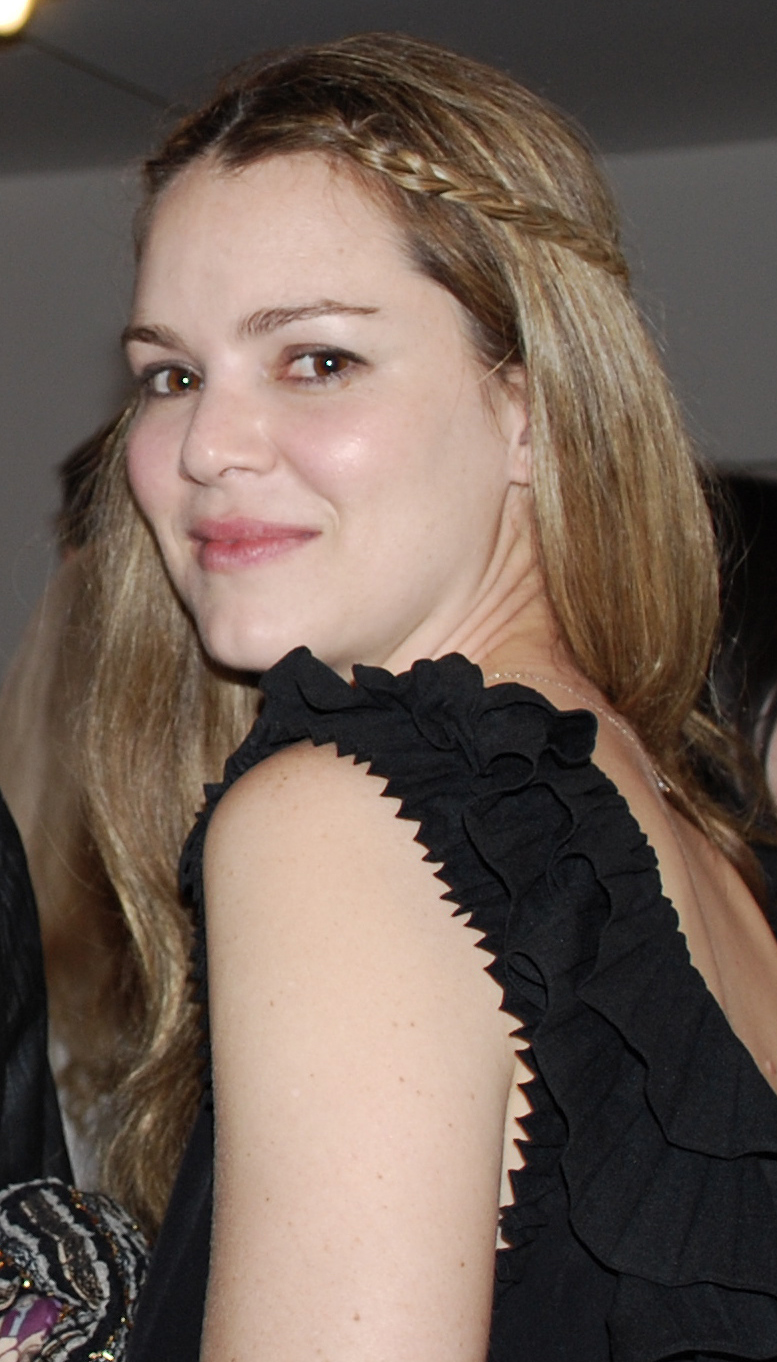
Jacinda Barrett interpreta Zoe Lawford
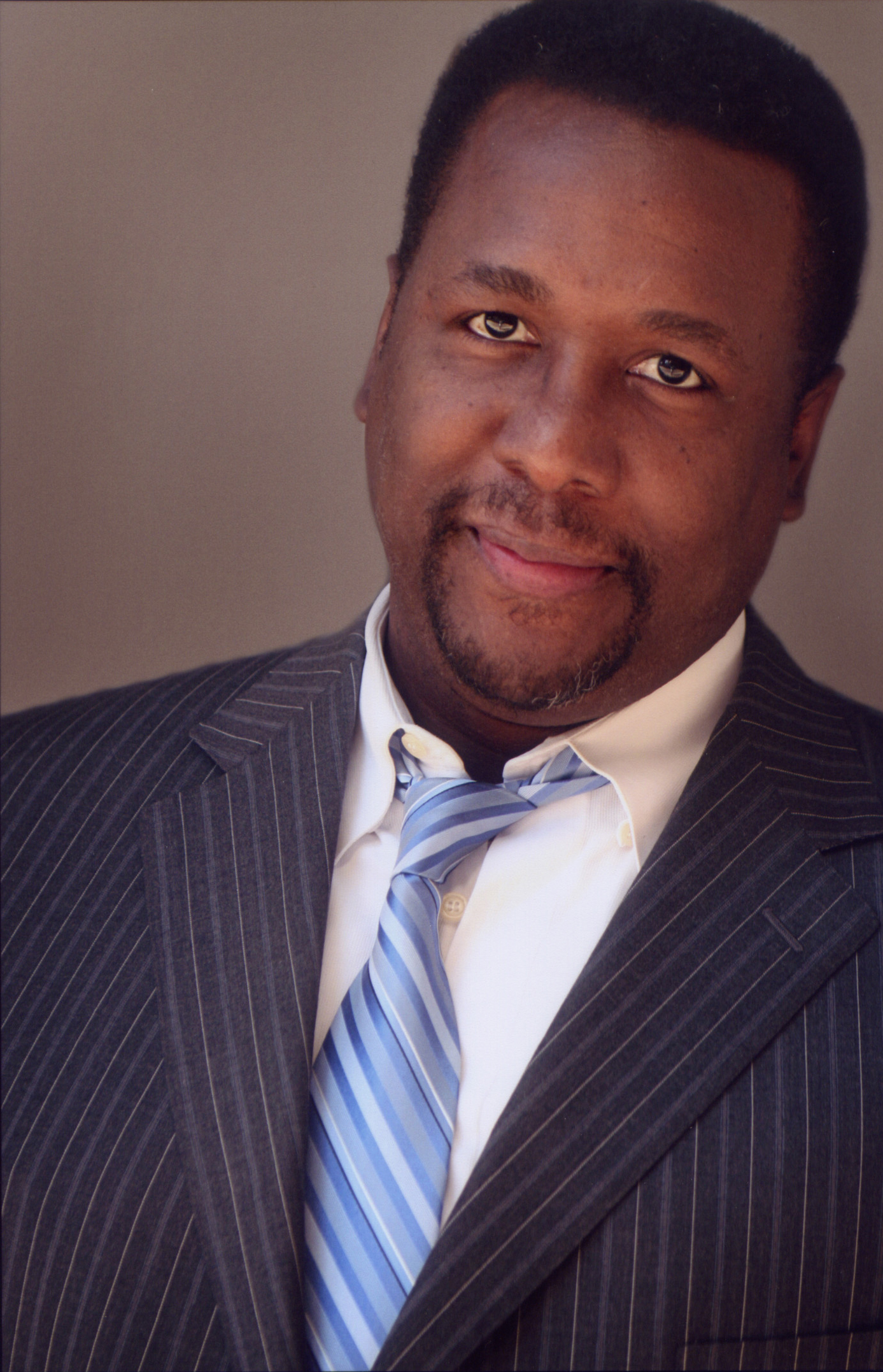
Wendell Pierce interpreta Robert Zane
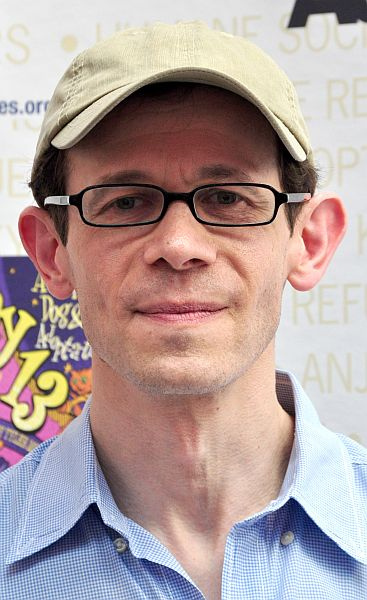
Adam Godley interpreta Nigel Nesbitt
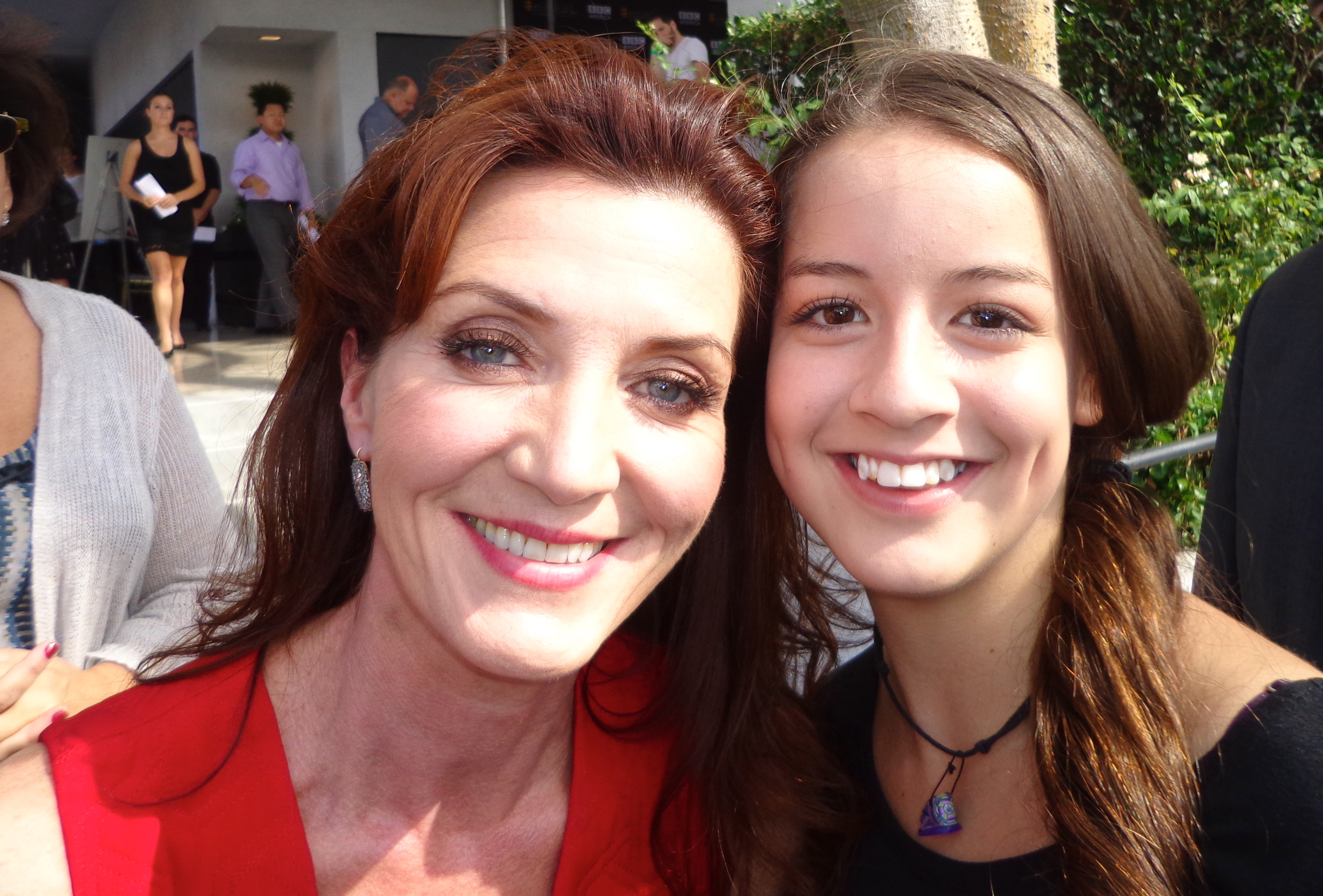
Michelle Fairley interpreta Ava Hessington
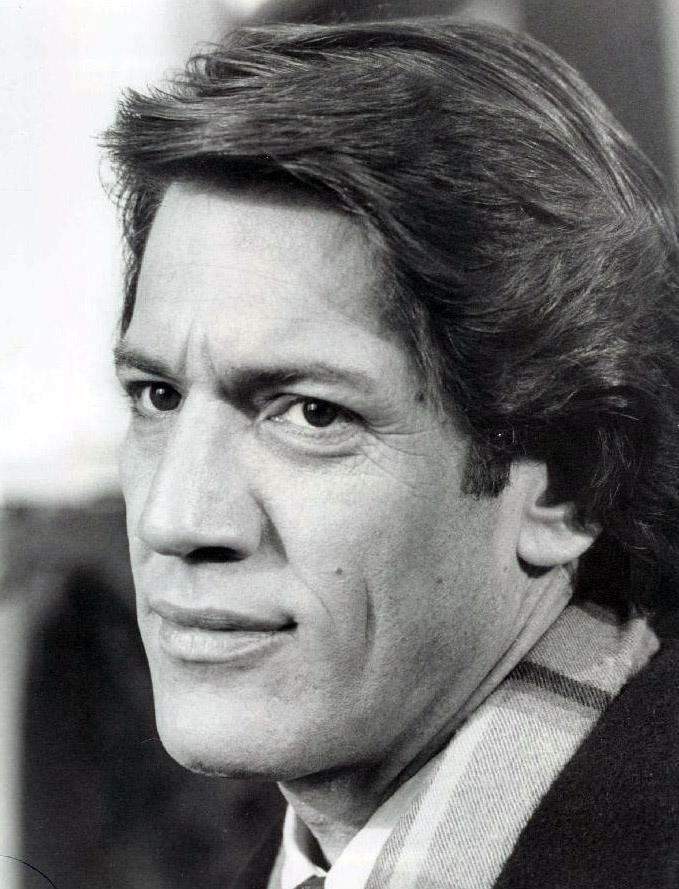
Stephen Macht interpreta Henry Gerard
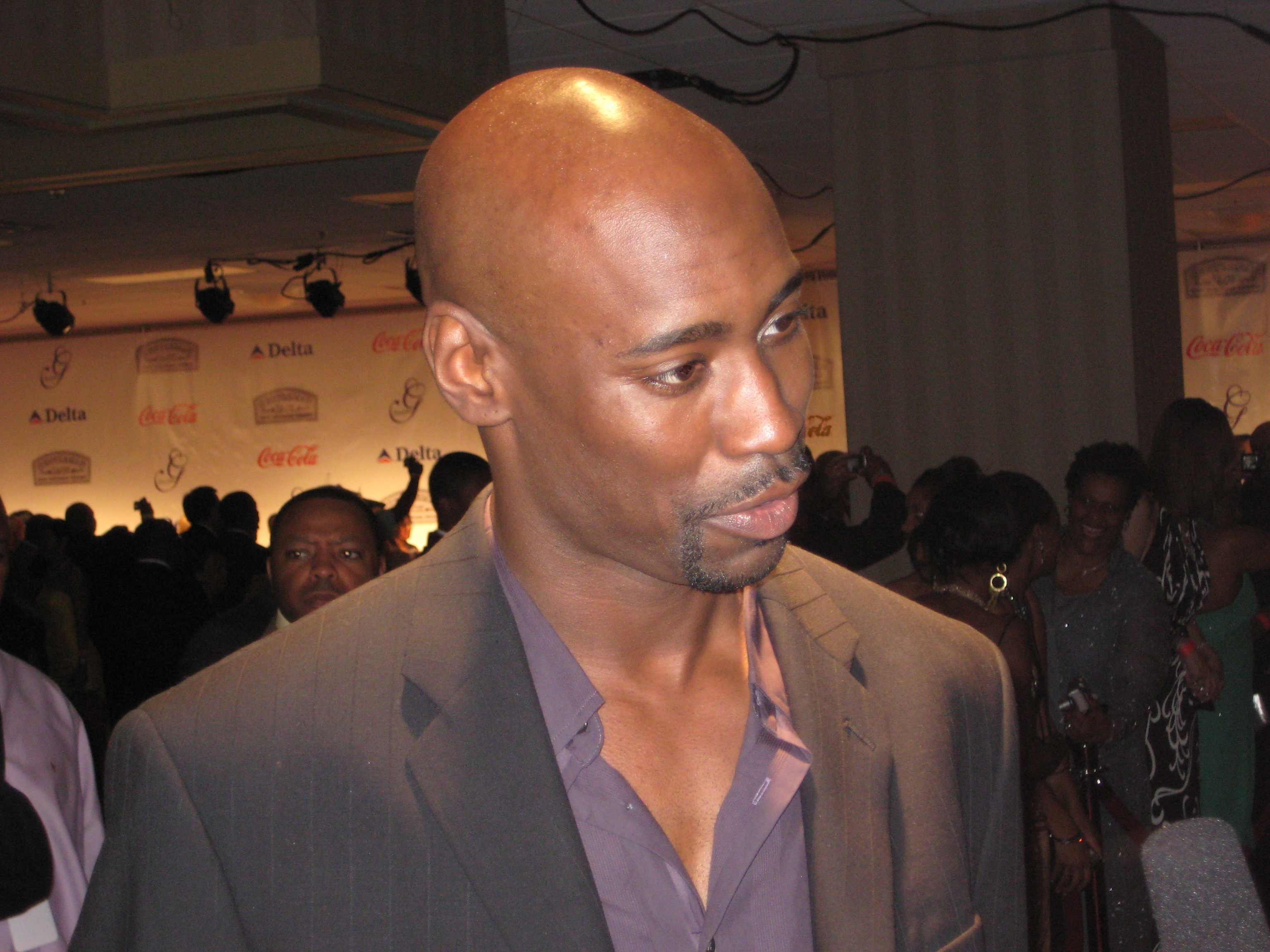
David Brian Woodside interpreta Jeff Malone
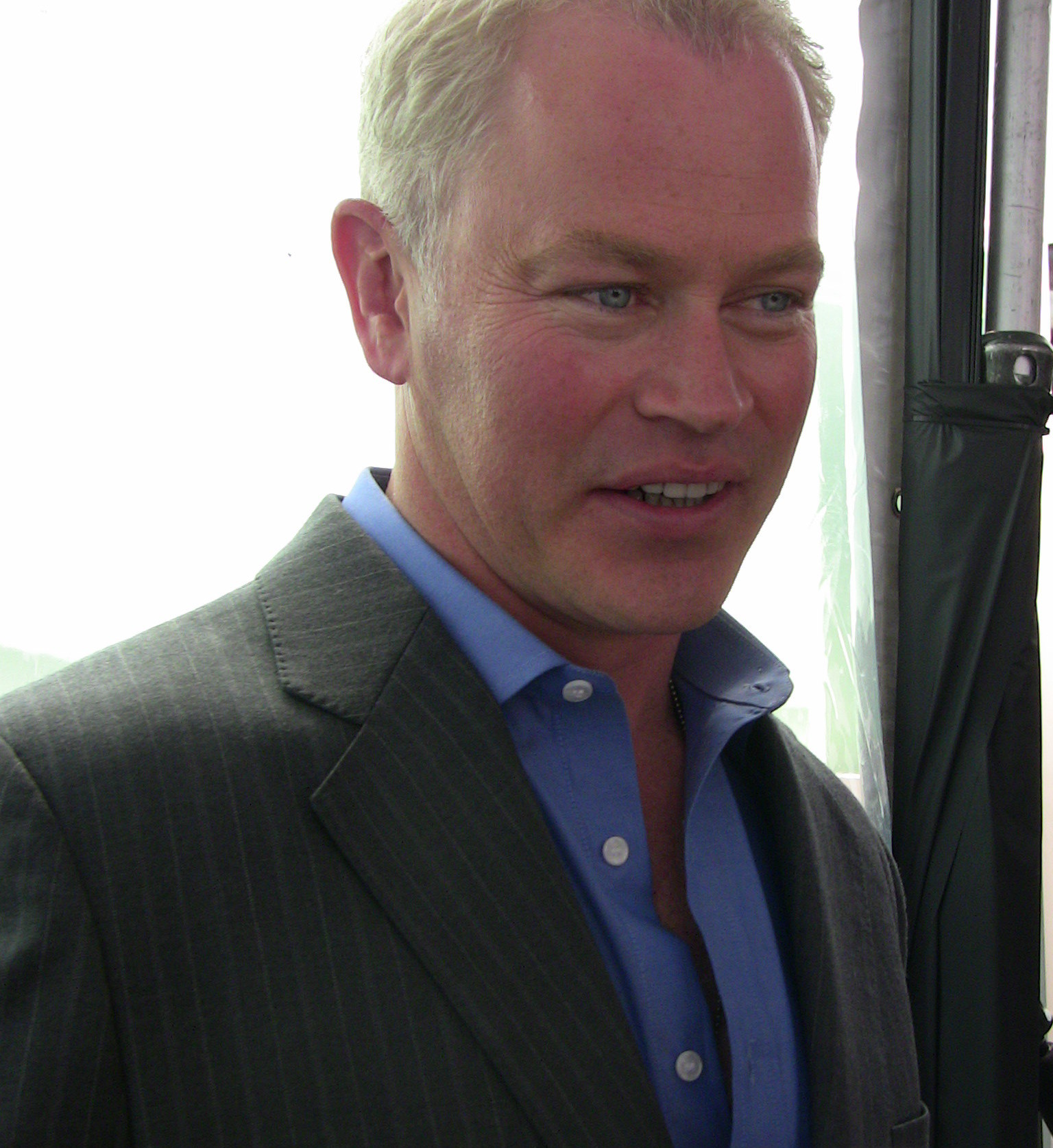
Neal McDonough interpreta Sean Cahill
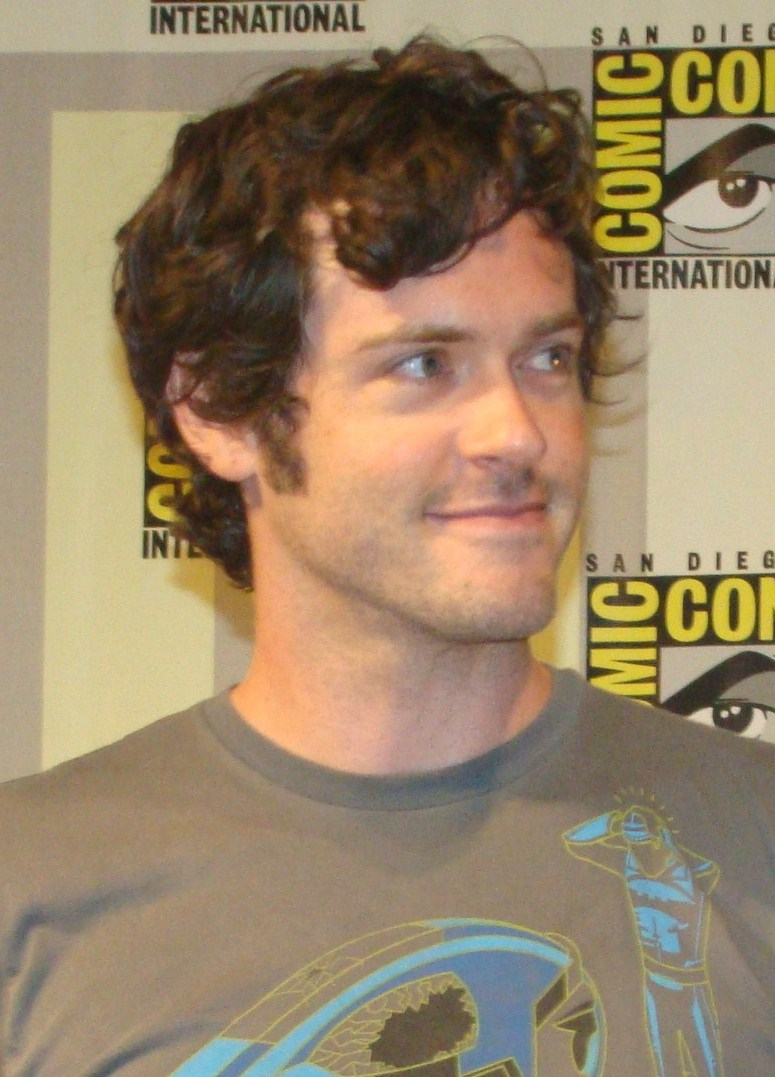
Brendan Hines interpreta Logan Sanders
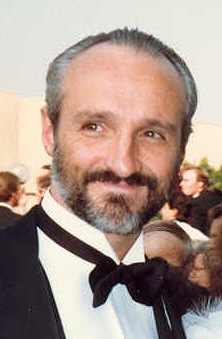
Michael Gross interpreta Walter Gillis
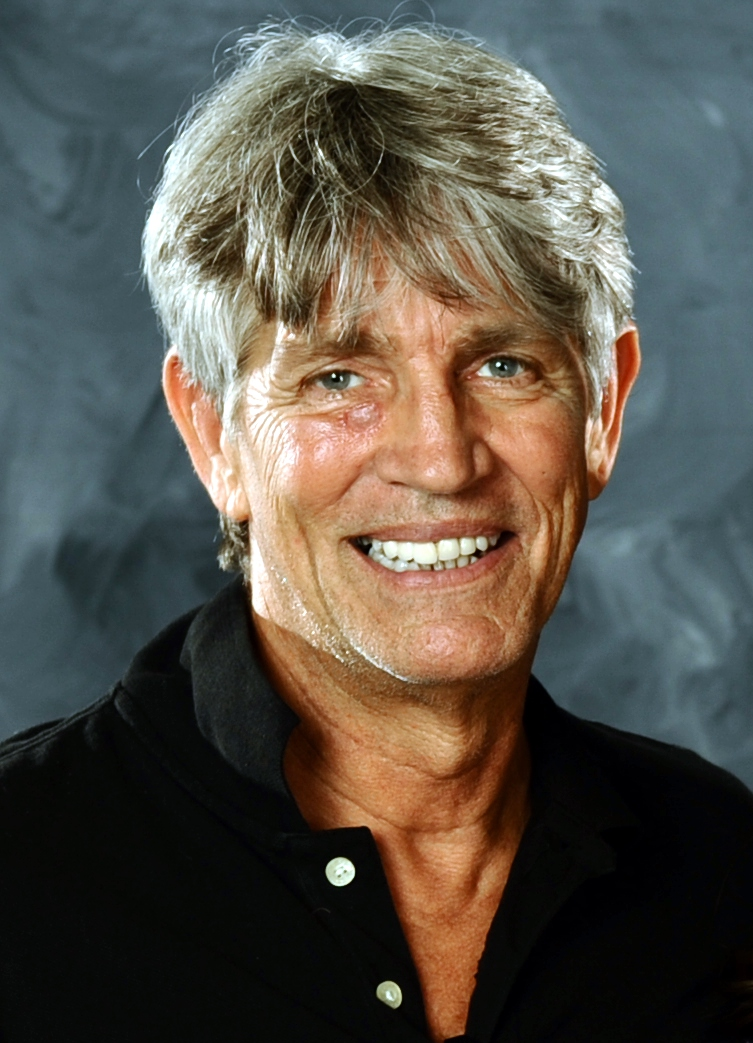
Eric Roberts interpreta Charles Forstman
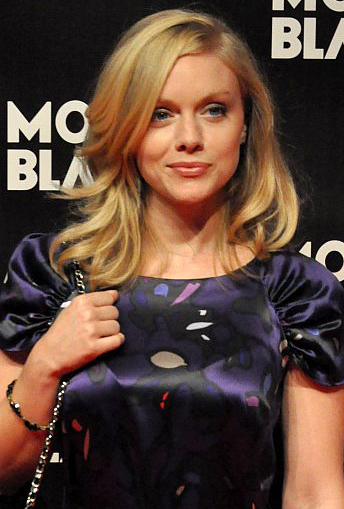
Christina Cole interpreta Paula Agard
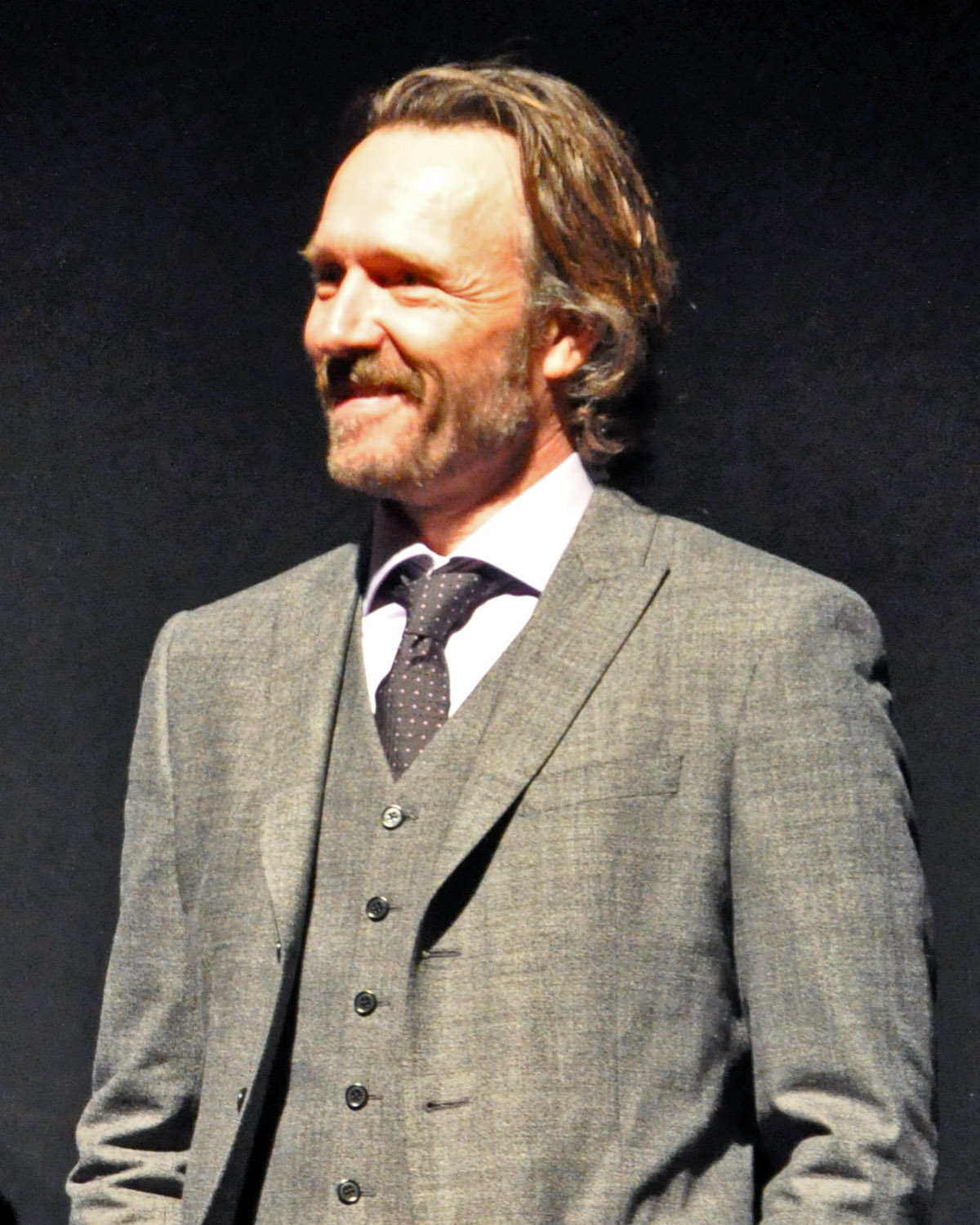
John Pyper-Ferguson interpreta Jack Soloff
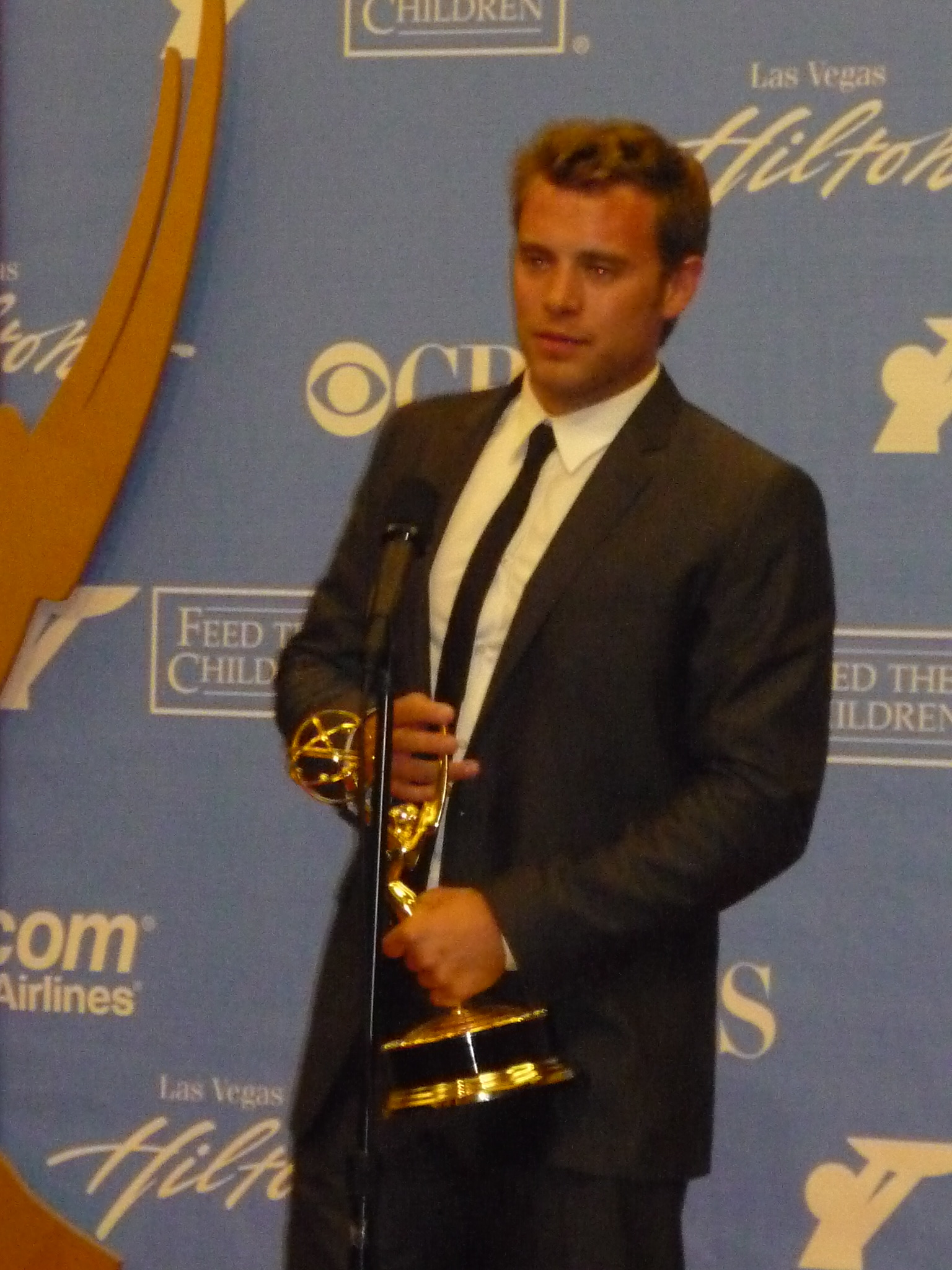
Billy Miller interpreta Marcus Specter
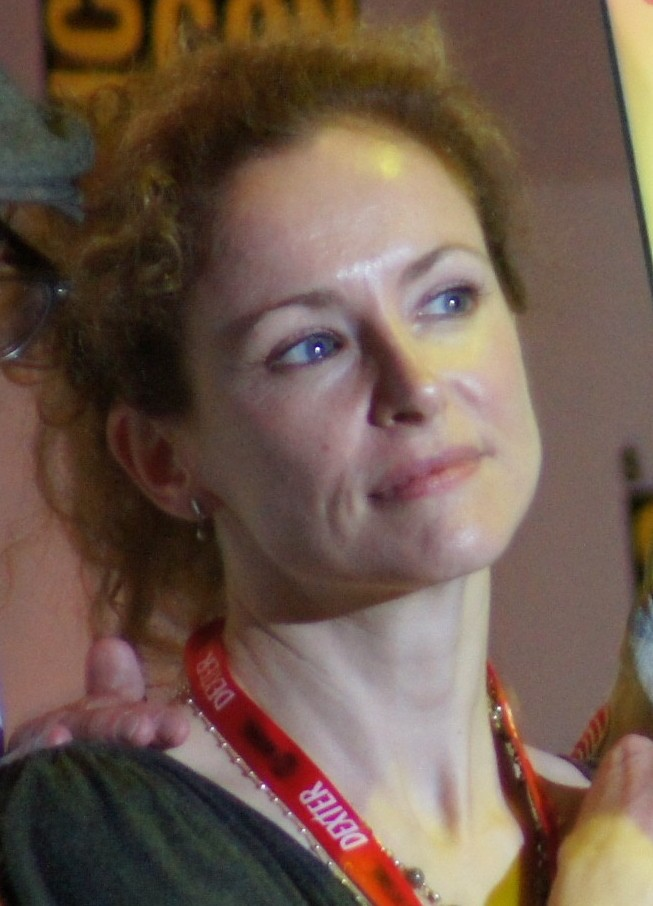
Leslie Hope interpreta Anita Gibbs
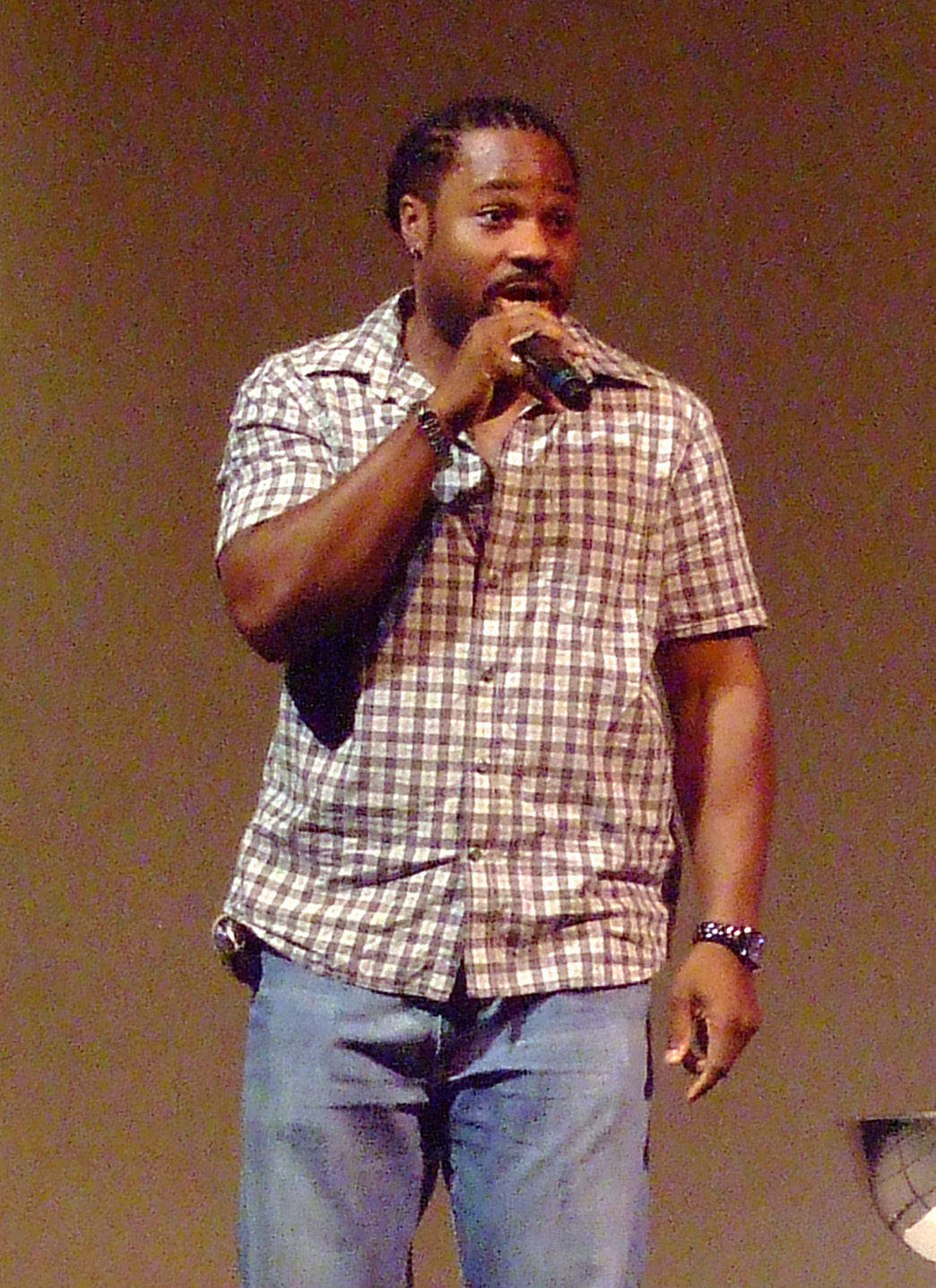
Malcolm-Jamal Warner interpreta Julius Rowe
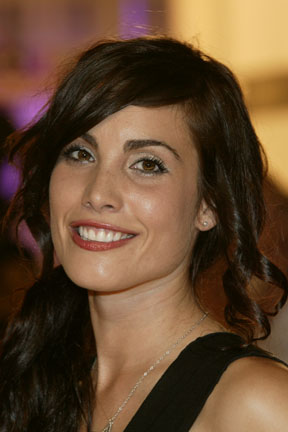
Carly Pope interpreta Tara Messer
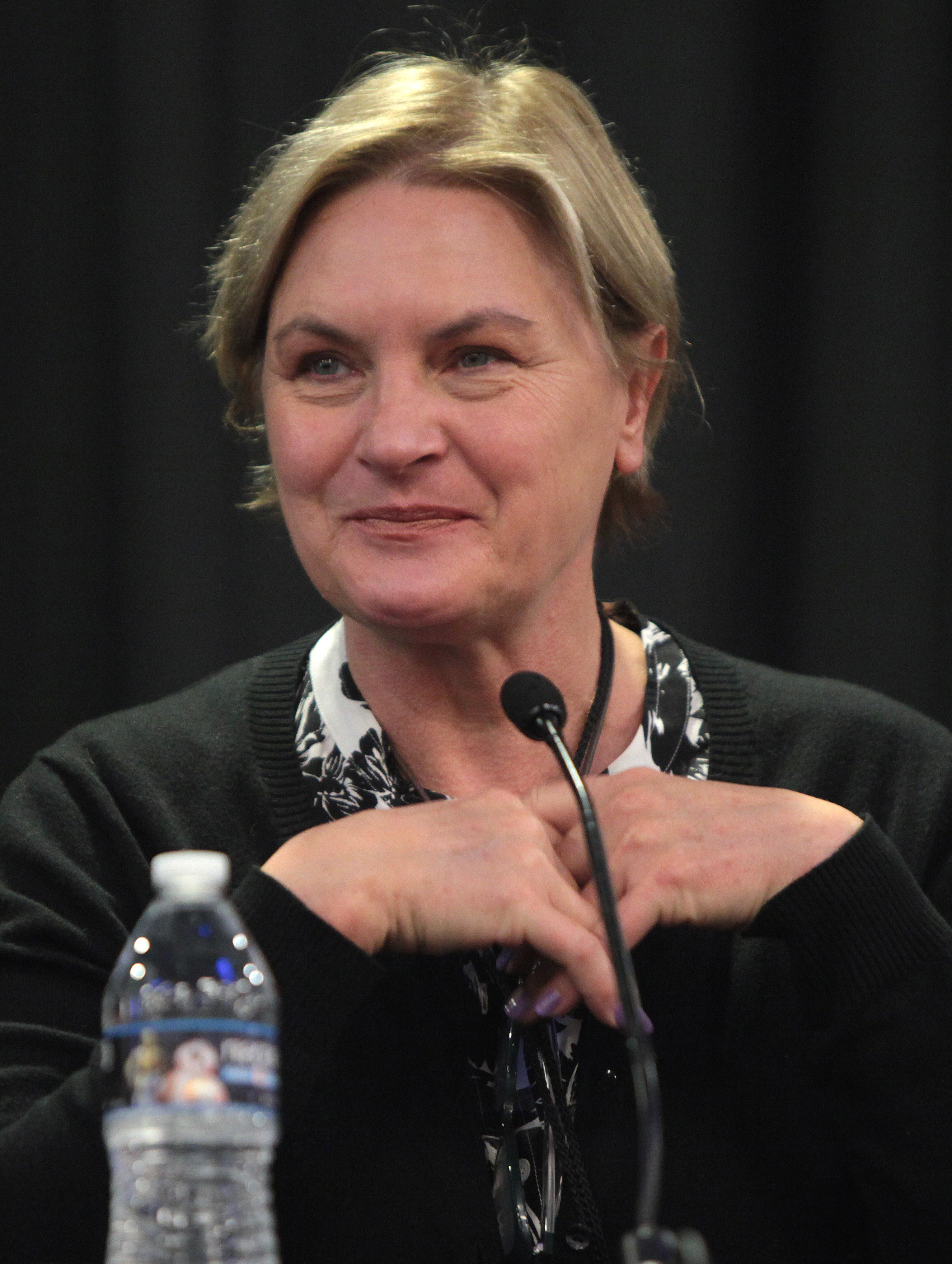
Denise Crosby interpreta Faye Richardson
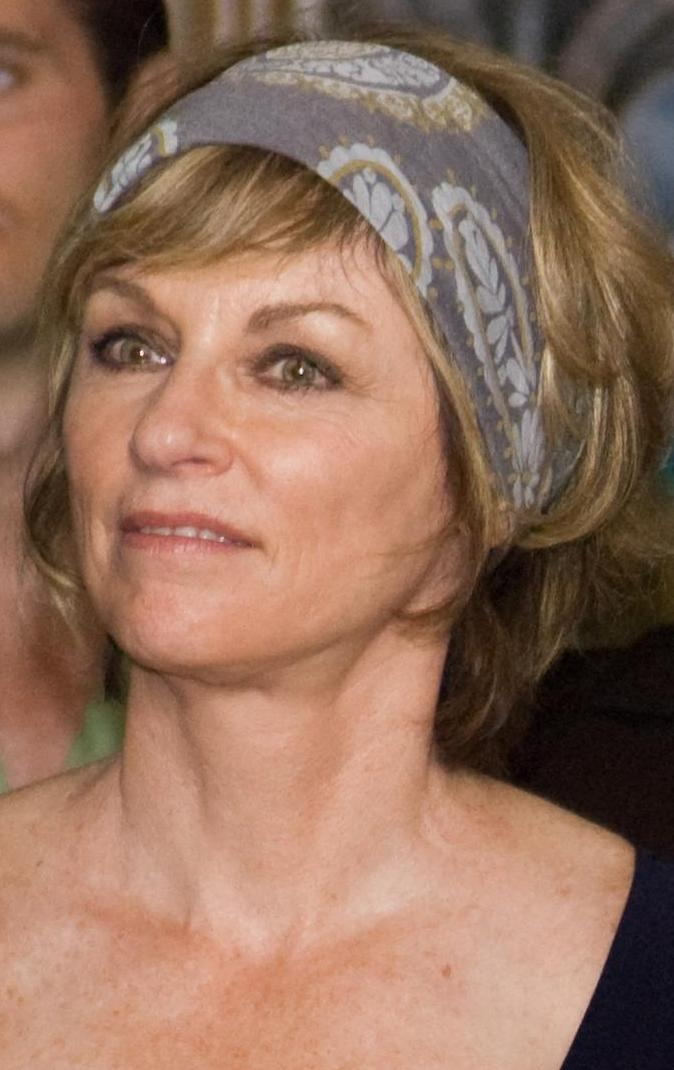
Brynn Thayer interpreta Lily Specter

## Denominazioni dello studio
Nel corso delle stagioni più volte lo studio cambia denominazione. Nei flashback relativi ai primi anni di Harvey e Louis nello studio, la denominazione era Gordon Schmidt Van Dyke. Nel corso delle stagioni invece, le denominazioni che assume lo studio sono:
1. Gordon Schmidt Van Dyke
2. Pearson Hardman
3. Pearson
4. Pearson Darby
5. Pearson Darby Specter
6. Pearson Specter
7. Pearson Specter Litt
8. Specter Litt
9. Zane Specter Litt
10. Zane Specter Litt Wheeler Williams
11. Specter Litt Wheeler Williams
12. Specter Litt Williams
13. Litt Wheeler Williams Bennett

## Spin-off
Dopo l'abbandono del cast di Gina Torres, nella primavera 2017 si vociferava di un possibile spin-off su Jessica Pearson ambientato a Chicago. L'8 marzo 2018 viene confermata la produzione dello spin-off e l'inizio della stessa. Il titolo iniziale dello spin-off era Second City, poi cambiato in Pearson. La prima stagione della serie è andata in onda da Luglio 2019. A novembre 2019 Usa Network annuncia la cancellazione della serie per ascolti troppo bassi. Nel 2024 viene annunciata la produzione di uno spin-off ambientato a Los Angeles, con protagonista un ex pubblico ministero, Ted Black (interpretato da Stephen Amell), vecchio amico di Harvey che apre un proprio studio specializzato in Diritto dello Spettacolo.

## Remake
Nel 2017, viene annunciata la produzione della versione coreana della serie, con protagonisti gli attori Jang Dong-gun e Park Hyung-sik, in onda nel 2018.
Nel 2018, dopo la versione coreana, viene prodotta anche la versione giapponese della serie, con protagonisti Yūji Oda e Yūto Nakajima, andata in onda dall'8 ottobre al 17 dicembre 2018.